# Исчезнувшие улицы Казани
Список улиц, переулков и площадей Казани, исчезнувших в связи со сносом старой застройки, перепланировкой местности или исключением названия из обихода.

## 1-я городская часть

### Дрябловский переулок
Находился между кварталами № 42а и № 43 1-й части, соединяя современные улицы Чернышевского и Мусы Джалиля. В 1914 году постановлением Казанской городской думы она была названа Дрябловским переулком, предположительно, в честь одного из домовладельцев, однако, по-видимому это название фактически не использовалось, так как во второй половине 1920-х годов улица была повторно переименована в Дрябловский переулок. По левую сторону улицы находился Петропавловский собор и дома, а по правую — т. н. «травяной ряд», на месте которого в 1930-е годы построено здание швейной фабрики № 4. После 1940 года не упоминался.
Административно относился к 1-й части, а позднее к Бауманскому району.
Ближайшим маршрутом общественного транспорта являлся трамвай № 2 (улица Чернышевского).

### Кустарная улица
Находилась между 39 и 40 кварталами 1-й части, соединяя улицы Баумана с Профсоюзной. До революции улица не имела имени; в 1914 году постановлением Казанской городской думы она была названа Ляпуновским переулком, однако это название фактичекски не использовалось. Повторно улица была названа во второй половине 1920-х годов, также использовалось название Кустарный переулок. После 1940 года не упоминалась.
Административно относилась к 1-й части, а позднее к Бауманскому району.
Ближайшим маршрутом общественного транспорта являлся трамвай № 9 (Право- и Лево- Булачные улицы).

### Телефонный переулок
Находился в 70 квартале 1-й части, соединяя Банковскую и Международную улицы. До революции эта местность называлась Хлебной площадью, а своё новое название получила во второй половине 1920-х годов, предположительно, по находившейся в этом же квартале городской телефонной станции (нынешний адрес: Баумана, 17). В результате строительства дома печати в 1930-х годах часть переулка была застроена, таким образом, переулок превратился в тупик. Существовал по меньшей мере до 1948 года.
Административно относился к 1-й части, позднее к Бауманскому району.
В середине 1940-х годов в переулке располагалась база ОРС управления лесного хозяйства ТАССР.
Ближайшими маршрутами общественного транспорта являлись трамваи № 2 (улица Чернышевского), № 1 и № 9 (Право- и Лево- Булачные улицы) и троллейбус № 1 (улица Баумана).

### площадь Толчок
Находилась между Гостиным двором, улицами Предтеченская и Гостинодворская и Ивановским монастырём, и получила название по Толкучему рынку, находившемуся здесь с XIX века до 1930-х годов; до революции на этом рынке торговали кожевенным и шорным товаром, обувью, одеждой, подержанными вещами, посудой, изделиями из железа, и т. д. От этой площади в 1854 году отправился первый общественный транспорт Казани — омнибус (дилижанс), соединявший площадь с Дальним Устьем. Также Толчок указывался в качестве одной из конечных остановок первых (Волжской и Проломной) линий конки, однако из-за того что её вагоны не могли подняться на возвышенность, на которой находилась площадь, остановка фактически располагалась на углу Большой Проломной и Гостинодворской улиц, у гостиницы «Казань» и Сибирских номеров. Перестала упоминаться к концу 1930-х годов.
Ближайшим маршрутом общественного транспорта на конец 1930-х годов являлся трамвай № 2, проходивший по улице Чернышевского.

### улица Односторонка Ярмарочной
До революции являлась односторонкой квартала № 132 1-й части. Имя, вероятно, было присвоено тогда же, когда и Ярмарочной улице; также называлась Боковой Ярмарочной. Начинаясь от Казанки, шла параллельно Ярмарочной улице и заканчивалась пересечением с улицей Ташаяк. Перестала существовать в конце 1950-х — начале 1960-х годов, в связи со строительством защитных дамб и расчисткой площадей под строительство Центрального стадиона и цирка.
Административно относилась к 1-й части, позднее к Бауманскому району, с 1942 года к Дзержинскому району, а после его упразднения — вновь к Бауманскому району.
Ближайшим маршрутом общественного транспорта был трамвай № 9.

## 2-я городская часть

### Транспортный переулок
Находился между кварталами № 241а и № 241 2-й части, соединяя Крайнюю и Заводскую улицы. В середине 1920-х годов был назван Мансуровской улицей; ранее назывался либо безымянным, либо Заводским переулком. Вскоре он стал называться Мансуровским переулком, а в конце 1930-х годов переименован в Транспортный переулок. Переулок перестал существовать к 1960-м годам, когда занимаемая им местность была застроена пятиэтажными домами.
Административно относилась ко 2-й части, а позднее к Сталинскому району.
Ближайшими остановками общественного транспорта на 1961 год являлись: трамвайные «угол улиц Тукаевская и Татарстан» (маршруты № 2, № 3, № 4) и «Нура Баяна» (маршруты № 6, № 7), троллейбусная «Нура Баяна» (маршрут № 2), автобусная «угол ул. Нариманова и Татарстан» (маршрут № 3).

## 3-я городская часть

### Красноярская улица
Находилась в Подлужной слободе, между кварталами № 5 и № 5а 3-й части. До революции названия улица была безымянной; название улице было присвоено во второй половине 1920-х годов. Начинаясь от Подлужной улицы, улица заканчивалась пересечением со 2-й Подлужной улицей. На 1939 года на улице имелось пять домовладений: 1/3, 2/5, 3, 4 и 5/2.
Во второй половине часть слободы была затоплена Куйбышевским водохранилищем, и улица была немного укорочена. Перестала существовать в 1970-е годы.
Административно относилась к 3-й части, позднее к Бауманскому району, с конца 1930-х годов — к Молотовскому (с 1957 года — Советскому) району. Почтовый индекс — 420015.
Ближайшими остановками общественного транспорта на 1970 год являлись: трамвайная «улица Гоголя» (маршруты № 5, № 8), троллейбусная «улица Толстого» (маршруты № 2, № 7).

### Марийская улица
Находмлась в квартале № 5 3-й части, в Подлужной слободе. До революции названия улица была безымянной; название улице было присвоено во второй половине 1920-х годов. Начинаясь от Подлужной улицы, улица заканчивалась пересечением со 2-й Подлужной улицей. Предположительно, перестала существовать в 1950-е годы, в связи с тем, что значительная часть улицы была затоплена Куйбышевским водохранилищем.
Административно относилась к 3-й части, позднее к Бауманскому району, с конца 1930-х годов и до конца своего существования — к Молотовскому району.

### Новосибирская улица
Названа протоколом комиссии Казгорсовета по наименованию улиц б/н от 2 ноября 1927 года, утверждённому 15 декабря того же года. Ранее имела название 2-й Солдатский переулок (реже: переулок Достоевского). Начинаясь от улицы Достоевского, заканчивалась у оврага, отделявшего Академическую слободу от Калуги, разделяя кварталы 97 и 97а.
На 1939 год на улице имелось более 40 домовладений: № 1-11 по нечётной стороне и № 4-10а по чётной.
Просуществовала до начала 2000-х годов, когда дома, находившиеся на улице, были снесены в рамках программы ликвидации ветхого жилья.
Проезд, образовывавший улицу, застроен домами № 50, 52 по улице Достоевского в конце 2000-х годов. Тем не менее, в реестре улиц Казани, составленном в 2016 году, улица присутствует.
До революции и в первые годы советской власти улица административно относилась к 3-й части города; после введения в городе деления на административные районы относилась к Бауманскому (до 1935), Молотовскому (1935—1942), Свердловскому (1942—1956), Молотовскому (с 1957 года Советскому, 1956—1973) и Вахитовскому (с 1973) районам.
В доме № 6 проживал историк-медиевист Дмитрий Петрушевский (кв. 2).

### 2-я Подлужная улица
Располагалась в историческом районе Подлужная слобода, по которому и получила своё название. Разделяла квартал № 5 3-й части пополам, проходя параллельно Подлужной улице; начинаясь от Красноярской улицы, пересекала Марийскую улицу и закачивалась пересечением с улицей Толстого.
На 1939 год на улице имелось более 40 домовладений: № 1-3 по нечётной стороне и № 2/5-14 по чётной.
Прекратила существование во второй половине 1950-х в связи затоплением её водами Куйбышевского водохранилища.
До революции и в первые годы советской власти улица административно относилась к 3-й части города; после введения в городе деления на административные районы относилась к Бауманскому (до второй половины 1930-х), Молотовскому (со второй половины 1930-х) районам.
В одном из домов по этой улице проживали чувашские театральные деятели Иоаким Максимов-Кошкинский, Константин Васильев и Пётр Фёдоров.

### Подлужная набережная
Названа протоколом комиссии Казгорсовета по наименованию улиц б/н от 2 ноября 1927 года, утверждённому 15 декабря того же года (вариант названия: Подлужно-Набережная улица). Ранее имела название Набережная Казанки. Находилась между Казанкой и кварталами № 3 и 1 3-й части. Улица присутствует в списке улиц города, составленном геослужбой при главном архитекторе города, однако в списке улиц от того же года, но составленным Татарским статуправлением для переписи населения 1939 года она отсутствует.
Прекратила существование во второй половине 1950-х в связи затоплением её водами Куйбышевского водохранилища. Позже участок акватории Казанки, на котором находилась улица, был засыпан и является частью Кремлёвской набережной.
До революции и в первые годы советской власти улица административно относилась к 3-й части города; после введения в городе деления на административные районы относилась к Бауманскому (до второй половины 1930-х), Молотовскому (со второй половины 1930-х) районам.

## 4-я городская часть

### 2-я Бугульминская улица
Возникла под этим названием не позднее 1930-х годов, предположительно являясь частью проектированной 2-й Поперечно-Большой улицы, разделявшей кварталы № 179 и 180 с одной стороны и № 181 с другой. Начинаясь от Задне-Бугульминской улицы, пересекала улицы 1-я Бугульминская и Новая и заканчивалась пересечением с улицей Задне-Павлюхина.
На 1939 год на улице имелось около 30 домовладений: № 1-29/8 по нечётной стороне и № 2-24/6 по чётной, а также дома без номеров.
Прекратила свое существование, попав под застройку высотных домов т. н. «микрорайона № 1 Бауманского района».
В дореволюционное время и в первые годы советской власти административно относилась к 4-й городской части. После введения в городе деления на административные районы входила в состав Бауманского (до 1935), Молотовского (1935—1942), Свердловского (1942—1956) и Бауманского (1956—197?) районов.

### 2-я Дальняя улица
Названа протоколом комиссии Казгорсовета по наименованию улиц б/н от 2 ноября 1927 года, утверждённому 15 декабря того же года. Ранее имела название 4-я Поперечно-Дальне-Архангельская улица. Располагалась в Архангельской слободе, между кварталами № 187 (по правую сторону) и 186 (по левую сторону).
Перестала существовать в 1930-е годы, попав под застройку рабочего посёлка имени Лозовского.
До революции и в первые годы советской власти улица административно относилась к 4-й части города; после введения в городе деления на административные районы относилась к Бауманскому (до 1935), Молотовскому (с 1935) районам.

### Задне-Бугульминская улица
Возникла под этим названием не позднее 1930-х; предположительно, существовала и до революции, являясь односторонкой квартала № 179а.
На 1939 год на улице имелось несколько домовладений: № 1, 3, 4, 6, 7, а также дома без номеров. Начинасясь от улицы Эсперанто, пересекала Народную улицу и заканчивалась пересечением со 2-й Бугульминской улицей.
Прекратила свое существование, попав под застройку высотных домов т. н. «микрорайона № 1 Бауманского района».
Входила в состав Бауманского (до 1935), Молотовского (1935—1942), Свердловского (1942—1956) и Бауманского (1956—197?) районов.

### улица Задне-Павлюхина
Возникла не позднее 1930-х годов. Находилась в Суконной слободе, отходя от улицы Павлюхина, пересекала улицы 2-я Бугульминская, Народная и заканчивалась пересечением с улицей Эсперанто.
На 1939 год на улице имелось около 25 домовладений: № 1-25 по нечётной стороне и № 2-24 по чётной.
Просуществовала до конца 1990-х — начала 2000-х годов, когда дома, находившиеся на улице, были снесены в рамках программы ликвидации ветхого жилья.
Улица входила в состав Молотовского (до 1942), Свердловского (1942—1956), Бауманского (1956—1973) и Вахитовского (с 1973) районов.

### улица Задне-Хади-Такташа
Возникла не позднее 1950-х годов. Находилась в историческом районе Архангельская слобода, соединяя улицу Хади Такташа с Мензелинской улицей и была застроена частными домами, последние из которых были снесены в начале 2000-х годов рамках программы ликвидации ветхого жилья. Тем не менее, улица просуществовала до 2013 года, когда была объединена с двумя другими улицами в улицу Туфана Миннуллина.
Решением исполкома Казгорсовета № 413 от 14 июня 1961 года была переименована в Красноуфимскую улицу, однако фактически это название не использовалось.
До середины 1950-х годов находилась в составе Свердловского района, в 1956—1973 годах в составе Бауманского района, с 1973 года до своей ликвидации — в составе Вахитовского района.

### 1-я Малая улица
Названа протоколом комиссии Казгорсовета по наименованию улиц б/н от 2 ноября 1927 года, утверждённому 15 декабря того же года. Ранее имела название 1-й переулок Чехова, по улице, от которой она отходила, разделяя кварталы № 99 и 99а.
На 1939 год на улице имелось около 10 домовладений: № 1/41-7/10 по нечётной стороне и № 2/43-8 по чётной.
Перестала существовать в конце 1980-х годов, когда местность, занятая улицей была отдана под застройку многоэтажными домами.
В дореволюционное время и в первые годы советской власти улица административно относилась к 4-й городской части. После введения в городе деления на административные районы входила в состав Бауманского (до 1935), Молотовского (1935—1942), Свердловского (1942—1956), Молотовского (с 1957 года Советского, 1956—1973) и Вахитовского (с 1973) районов.

### 2-я Малая улица
Названа протоколом комиссии Казгорсовета по наименованию улиц б/н от 2 ноября 1927 года, утверждённому 15 декабря того же года. Ранее имела название 2-й переулок Чехова, по улице, от которой она отходила, разделяя кварталы № 99а и 99б.
На 1939 год на улице имелось менее 10 домовладений: № 3-9 по нечётной стороне и № 2/39 по чётной.
Перестала существовать в конце 1980-х годов, когда местность, занятая улицей была отдана под застройку многоэтажными домами.
В дореволюционное время и в первые годы советской власти улица административно относилась к 4-й городской части. После введения в городе деления на административные районы входила в состав Бауманского (до 1935), Молотовского (1935—1942), Свердловского (1942—1956), Молотовского (с 1957 года Советского, 1956—1973) и Вахитовского (с 1973) районов.

### Мензелинская улица
Названа протоколом комиссии Казгорсовета по наименованию улиц б/н от 2 ноября 1927 года, утверждённому 15 декабря того же года. Ранее имела название Односторонка Дальне-Архангельской (по некоторым данным, в 1920-е годы параллельно использовались названия Односторонка Лозовской и Лаишевская). Располагалась в историческом районе Архангельская слобода, являясь односторонкой кварталов № 184, 185, 186, 187 (позже южная часть улицы была выделена в Ботаническую улицу).
На 1939 год на улице имелись домовладения № 1/38, 2, 3, 4 (в источнике названа Мензелинским переулком).
Улица просуществовала до 2013 года, когда была объединена с двумя другими улицами в улицу Туфана Миннуллина, все дома на этой на ней были снесены задолго до этого.
В дореволюционное время и в первые годы советской власти улица административно относилась к 4-й городской части. После введения в городе деления на административные районы входила в состав Бауманского (до 1935), Молотовского (1935—1942), Свердловского (1942—1956), Бауманского (1956—1973) и Вахитовского (с 1973) районов.

### Народная улица
Названа протоколом комиссии Казгорсовета по наименованию улиц б/н от 2 ноября 1927 года, утверждённому 15 декабря того же года. До того была безымянной улицей, хотя по некоторым данным имела название Вятский переулок. Располагалась в западной части Суконной слободы; разделяя кварталы № 179 и 179а. Начинаясь от улицы Павлюхина, пересекала улицы Задне-Павлюхина, Новая, Бугульминская и заканчивалась пересечением с Задне-Бугульминской улицей.
На 1939 год на улице имелось менее 10 домовладений: № 1/92, 5/12-19/10, по нечётной стороне и № 2/90-30/12 по чётной.
Прекратила свое существование, попав под застройку многоэтажных домов т. н. «микрорайона № 1 Бауманского района».
В дореволюционное время и в первые годы советской власти улица административно относилась к 4-й городской части. После введения в городе деления на административные районы входила в состав Бауманского (до 1935), Молотовского (1935—1942), Свердловского (1942—1956) и Бауманского (1956—197?) районов.

### Новая улица
Получила своё название до революции. В 1914 году постановлением Казанской городской думы улица была переименована в Уфимскую улицу, но фактически это название не использовалось. Располагалась в западной части Суконной слободы; начинаясь от 2-й Бугульминской улицы, пересекалась с улицами Народная, Эсперанто, и Оренбургская. Во середине 1930-х её часть южнее улицы Эсперанто исчезла, попав под застройку посёлка завода СК-4; также на пересечении с улицей Эсперанто была построена здание школы.
На 1939 год на улице имелось менее 10 домовладений: № 1/18-7/12, 11/52-21 по нечётной стороне и № 2/16-20/54 по чётной.
Прекратила свое существование, попав под застройку многоэтажных домов т. н. «микрорайона № 1 Бауманского района». Трасса улицы частично сохранилась в виде проезда между улицей Назарбаева и общежитием КГИК (Назарбаева, 60 к1).
В дореволюционное время и в первые годы советской власти улица административно относилась к 4-й городской части. После введения в городе деления на административные районы входила в состав Бауманского (до 1935), Молотовского (1935—1942), Свердловского (1942—1956) и Бауманского (1956—197?) районов.

### Польцовский переулок
Назван протоколом комиссии Казгорсовета по наименованию улиц б/н от 2 ноября 1927 года, утверждённому 15 декабря того же года (по некоторым данным, в 1920-е годы параллельно использовалось название Спартаковский переулок). Названа, предположительно, по улице Малое Польце (южная часть современной Спартаковской улицы). Находился в историческом районе Суконная слобода, соединяя улицы Спартаковская и Павлюхина.
Перестаёт упоминаться в списках улицах с 1960-х годов, несмотря на то, что проезд, образовывавший улицу, существовал и позже.
В дореволюционное время и в первые годы советской власти переулок административно относился к 4-й городской части. После введения в городе деления на административные районы входил в состав Бауманского (до 1935), Молотовского (1935—1942), Свердловского (1942—1956), Бауманского (1956—1973) и, позже, — Вахитовского районов.

### Поперечно-Лозовская улица
Возникла до революции как 1-я Поперечно-Дальне-Архангельская улица. В 1914 году постановлением Казанской городской думы улица была переименована в Михайло-Архангельскую улицу, по одноимённой церкви, находившейся на её пересечении с Дальне-Архангельской улицей, но фактически это название не использовалось. Располагалась в Архангельской слободе, имея по правой стороне кварталы № 189 и 185, а по левой — кварталы № 190, 184. Переименована протоколом комиссии Казгорсовета по наименованию улиц б/н от 2 ноября 1927 года, утверждённому 15 декабря того же года.
Последний раз упоминается в списках улиц в 1940-е годы.
В дореволюционное время и в первые годы советской власти переулок административно относился к 4-й городской части. После введения в городе деления на административные районы входил в состав Бауманского (до 1935), Молотовского (1935—1942) и Свердловского (после 1942) районов.

### 1-я Приозёрная улица
Названа протоколом комиссии Казгорсовета по наименованию улиц б/н от 2 ноября 1927 года, утверждённому 15 декабря того же года (по некоторым данным, в 1920-е годы параллельно использовалось название Лозовский переулок). Отходил от современной улицы Хади Такташа в сторону озера Кабан между кварталами № 183 и 183а.
На 1939 год на улице имелось домовладения: № 1/28, 2/26, 4, 5, 6 (указана как Приозёрный переулок).
Перестаёт упоминаться с 1980-х годов.
В дореволюционное время и в первые годы советской власти переулок административно относился к 4-й городской части. После введения в городе деления на административные районы входил в состав Бауманского (до 1935), Молотовского (1935—1942), Свердловского (1942—1956), Бауманского (1956—1973) и Вахитовского (с 1973) районов.

### 2-я Приозёрная улица
Названа протоколом комиссии Казгорсовета по наименованию улиц б/н от 2 ноября 1927 года, утверждённому 15 декабря того же года (по некоторым данным, в 1920-е годы параллельно использовалось название 2-й Лозовский переулок). Находилась в Архангельской слободе, отходя от современной улицы Хади Такташа в сторону озера Кабан между кварталами № 190 и 190а.
Перестаёт упоминаться с 1930-х годов, несмотря на то, что проезд, образовывавший улицу, существовал до 2000-х годов.

### 1-й Суворовский переулок
Получил своё название не позднее 1920-х годов. Находился в Суконной слободе внутри квартала № 140, отходя от современной улицы Хади Такташа.
На 1939 год на улице имелось около 10 домовладений: № 1/14-7, по нечётной стороне и № 2/2-8 по чётной.
Просуществовал до 1990-х годов.
До создания районов в городе относился к 4-й городской части. После введения в городе деления на административные районы входил в состав Бауманского (до 1935), Молотовского (1935—1942), Свердловского (1942—1956), Бауманского (1956—1973) и Вахитовского (с 1973) районов.

### Текстильная улица
Возникла до революции; в 1914 году постановлением Казанской городской думы улица была переименована в Камскую улицу, но фактически это название не использовалось. Вновь получила название протоколом комиссии Казгорсовета по наименованию улиц б/н от 2 ноября 1927 года, утверждённому 15 декабря того же года (по некоторым данным, в 1920-е годы параллельно использовалось название Интернациональная улица). Находилась в Суконной слободе, между кварталами № 155, 156, 157, с одной стороны, и № 158 — с другой, начинаясь от Спартаковской и пересекаясь с улицами Ново-Песочная, Островского и Качалова.
В 1930 года на Текстильную улицу с угла улиц Эсперанто и Свердлова было перенесено оборотное кольцо трамваев, начинавших свой маршрут в Суконной слободе; в разное время отсюда отправлялись трамвайные маршруты № 4 (до железнодорожного вокзала) и № 5 (до Ягодной слободы). Оборотное кольцо использовалось примерно до 1940 года, когда оно было перенесено в район ныне не существующего трамвайного депо № 2.
На 1939 год на улице имелось менее 15 домовладений: № 1/99-15/58 по нечётной стороне и № 2/101-10/60 по чётной.
Просуществовала до 1980-х годов.
До революции и в первые годы советской власти улица административно относилась к 4-й городской части. После введения в городе деления на административные районы входила в состав Бауманского (до 1935), Молотовского (1935—1942), Свердловского (1942—1956), Бауманского (1956—1973) и Вахитовского (с 1973) районов.

### Типографский переулок
Назван протоколом комиссии Казгорсовета по наименованию улиц б/н от 2 ноября 1927 года, утверждённому 15 декабря того же года. Находился в Архангельской слободе, разделяя квартал № 189, отходя от современной улицы Хади Такташа в сторону озера Кабан.
Перестала упоминаться в 1940-е годы. К первой половине переулок стал частью дороги, соединявшей улицу Эсперанто с противоположным берегом озера Кабан, и предположительно, поглощён ею.
Административно относился к 4-й городской части.

### Угловой переулок
Назван протоколом комиссии Казгорсовета по наименованию улиц б/н от 2 ноября 1927 года, утверждённому 15 декабря того же года (по некоторым данным, в 1920-е годы параллельно использовалось название Островский переулок). Находился в Суконной слободе, отделяя кварталы № 143а, 115а от кварталов № 143, 115. Начинаясь от Ново-Песчаной улицы, пересекал улицу Островского и кончался пересечением с Лаврентьевской улицей.
Перестал упоминаться в 1940-е годы.
Административно относился к 4-й городской части.

### Флегонтов переулок
Назван протоколом комиссии Казгорсовета по наименованию улиц б/н от 2 ноября 1927 года, утверждённому 15 декабря того же года. Находился в Суконной слободе, разделяя кварталы № 154 и № 151. Начинаясь от современной улицы Качалова, заканчивался пересечением с современной Петербургской улицей.
На 1939 год в переулке имелось менее 10 домовладений: № 1/49, 3, 5, 7/104 по нечётной стороне и № 2/101-10/60 по чётной.
Перестал существовать в конце 1990-х — начале 2000-х, когда дома, находившиеся на улице, были снесены в рамках программы ликвидации ветхого жилья.
До создания районов в городе относился к 4-й городской части. После введения в городе деления на административные районы входил в состав Бауманского (до 1935), Молотовского (1935—1942), Свердловского (1942—1956), Бауманского (1956—1973) и Вахитовского (с 1973) районов.

### Химический переулок
Назван протоколом комиссии Казгорсовета по наименованию улиц б/н от 2 ноября 1927 года, утверждённому 15 декабря того же года. Находился в Суконной слободе, разделяя кварталы № 156 и № 149, между улицами Ново-Песочная и Островского.
Перестал упоминаться после 1970-х годов.
До создания районов в городе относился к 4-й городской части. После введения в городе деления на административные районы входил в состав Бауманского (до 1935), Молотовского (1935—1942), Свердловского (1942—1956), Бауманского (1956—1973) и Вахитовского (с 1973) районов.

### площадь Революции
Возникла до революции как Духосошественская площадь, названная так по одноимённой церкви, расположенной неподалёку. Также называлась Торговой площадью, так как на ней располагался один из крупнейших базаров Казани — Сорочий, или Суконный базар.
После появления в городе конно-железной дороги, некоторый период времени на площади находилась конечная остановка одной из её линий — Проломной.
Переименована протоколом комиссии Казгорсовета по наименованию улиц б/н от 2 ноября 1927 года, утверждённому 15 декабря того же года. В 1957 году на месте площади был построено здание кинотеатра «Победа».
В дореволюционное время и в первые годы советской власти административно относилась к 4-й городской части. После введения в городе деления на административные районы входила в состав Бауманского (до 1935), Молотовского (1935—1942), Свердловского (1942—1956) и Бауманского (с 1956) районов.

### площадь Свердлова
Возникла до революции как Георгиевская площадь, названная так по одноимённой церкви, расположенной неподалёку. Переименована вместе одноимённой улицей протоколом комиссии Казгорсовета по наименованию улиц б/н от 2 ноября 1927 года, утверждённому 15 декабря того же года.
Перестала упоминаться после 1930-х годов.

## 5-я часть

### переулок Братьев Петряевых
Упоминается с 1930-х годов; ранее являлся частью улицы Сасыкуль. Являлся односторонкой квартала № 266, соединяя улицу Братьев Петряевых с улицей Ватутина.
Просуществовал до 2000-х годов, когда дома, находившиеся на улице, были снесены в рамках программы ликвидации ветхого жилья.
После введения в городе деления на административные районы входил в состав Сталинского (с 1956 года Приволжского) района.

### улица Беренче
Возникла до революции как 1-я Поперечно-Набережная улица. В 1914 году постановлением Казанской городской думы улица была переименована в Воинский переулок, но фактически это название не использовалось.
Переименована протоколом комиссии Казгорсовета по наименованию улиц б/н от 2 ноября 1927 года, утверждённому 15 декабря того же года (тат. برنچىٰ/berence — первый, первая, первое).
В списке улиц 1942 года указана как «закрытая», после чего не упоминается. Безымянный проезд между домами № 105 и 109 по улице Тукая повторяет трассу бывшей улицы.
В дореволюционное время и в первые годы советской власти улица административно относилась к 5-й городской части. После введения в городе деления на административные районы входил в состав Сталинского района.

### Вокзальный переулок
Возник не позднее 1930-х годов. Находился в Ново-Татарской слободе, внутри квартала № 279, соединяя современные улицы Мазита Гафури и Меховщиков.
Просуществовал до 1960-х годов, когда бывший квартал № 279 был застроен 5-6 этажными домами.
После введения в городе деления на административные районы входил в состав Сталинского (с 1956 года Приволжского) района.

### улица Дюртенче
Возникла до революции как 4-я Поперечно-Набережная улица. В 1914 году постановлением Казанской городской думы улица была переименована в Страстной переулок, но фактически это название не использовалось.
Переименована протоколом комиссии Казгорсовета по наименованию улиц б/н от 2 ноября 1927 года, утверждённому 15 декабря того же года (тат. دورتنچىٰ/dyrtence — четвёртый, четвёртая, четвёртое).
Просуществовала до 1990-х годов. Безымянный проезд у дома № 117 частично повторяет траекторию бывшей улицы.
В дореволюционное время и в первые годы советской власти улица административно относилась к 5-й городской части. После введения в городе деления на административные районы входил в состав Сталинского (с 1956 года Приволжского) района.
В здании на углу улиц Дюртенче и Тукаевской во второй трети XX века располагался клуб ТЭЦ-1.

### улица Икэнче
Возникла до революции как 2-я Поперечно-Набережная улица. В 1914 году постановлением Казанской городской думы улица была переименована в Фабричный переулок, но фактически это название не использовалось.
Переименована протоколом комиссии Казгорсовета по наименованию улиц б/н от 2 ноября 1927 года, утверждённому 15 декабря того же года (тат. ئىكنچىٰ/ikence — второй, вторая, второе).
В списке улиц 1942 года указана как «закрытая», после чего не упоминается. Трассу бывшей улицы повторяет безымянный проезд между домами № 109 по улице Тукая и № 64 по улице Марджани.
В дореволюционное время и в первые годы советской власти улица административно относилась к 5-й городской части. После введения в городе деления на административные районы входила в состав Сталинского (с 1956 года Приволжского) района.

### Приволжский переулок
Упоминается с 1930-х. Предположительно, назван по Приволжской улице, от которой отходил, и, проходя через квартал № 291 в Ново-Татарской слободе, заканчивался пересечением с современной улицей Меховщиков.
На 1939 год на улице имелось несколько домовладений: № 2 и 4, по нечётной стороне, № 3-7 по чётной стороне и дом без номера.
Просуществовала до начала 2000-х годов, когда дома, находившиеся на улице, были снесены в рамках программы ликвидации ветхого жилья.
После введения в городе деления на административные районы входил в состав Сталинского (с 1956 года Приволжского) района.

### улица Урта
До революции являлась улицей без названия; в 1914 году постановлением Казанской городской думы улица была переименована в Тукаевский переулок, но фактически это название не использовалось. Вновь была наименована протоколом комиссии Казгорсовета по наименованию улиц б/н от 2 ноября 1927 года, утверждённому 15 декабря того же года (тат. ئورتا/urta — средний).
Ко второй половине 1930-х годов перестала существовать, попав в зону строительства мехового комбината.

### улица Ученче
Возникла до революции как 3-я Поперечно-Набережная улица. В 1914 году постановлением Казанской городской думы улица была переименована в Перевозный переулок, но фактически это название не использовалось.
Переименована протоколом комиссии Казгорсовета по наименованию улиц б/н от 2 ноября 1927 года, утверждённому 15 декабря того же года (тат. ئۈچنچىٰ/ɵcence — третий).
На конец 1930-х/начало 1940-х годов являлась магистральной улицей, соединяя Тукаевскую улицу с Дальней улицей на противоположном берегу озера Кабан.
Перестала существовать к 1960-м годам, фактически став частью площади Вахитова.

### переулок Эш Урам
Упоминается с 1940-х годов. Находился в Ново-Татарской слободе, в квартале № 289, отходя от одноимённой улицы и немного не доходя до улицы Кзыл-Татарстан.
Прекратил существование в 1950-е годы, попав в зону строительства Портовой дамбы, защищающей город от подтопления Куйбышевским водохранилищем.
После введения в городе деления на административные районы входил в состав Сталинского района.

### Прочие
- переулок Камиля Якуба

## Адмиралтейская слобода

### Железнодорожная улица
Первоначально имела название Московско-Казанская железная дорога и была так названа по проходящей рядом линии Московско-Казанской железной дороги; проходила через кварталы № 4, 5, 6, 7, 8, 37 Адмиралтейской слободы, пересекаясь с современными улицами Широкая, Иовлева, Жуковка, Поселковая, и Архангельская. Переименована в Железнодорожную не позднее 1939 года.
После 1961 года не упоминается, однако проезд, образовывавший улицу, продолжает существовать.

### Озёрная улица
Переименована протоколом комиссии Казгорсовета по наименованию улиц б/н от 2 ноября 1927 года, утверждённому 15 декабря того же года. До того была безымянным переулком, несмотря на то, что в 1914 году постановлением Казанской городской думы часть будущей улицы была названа Макарьевским переулком, но фактически это название не использовалось.
Находилась в юго-западной части слободы, между кварталами № 36 и 34 и разделяя надвое квартал № 33, пересекаясь с улицами Милицейская, Большая и Свалочная.
Ко второй половине часть улицы между улицами Милицейская и Большая была переименована в Милицейский переулок. На 1939 год на улице имелось несколько домовладений: № 3-7/5 по нечётной стороне и № 2/109, 6/20, 8/3 по чётной.
Перестала существовать в 1950-е годы, попав в зону строительства т. н. «Нижней плотины», защищающей город от подтопления Куйбышевским водохранилищем и отделяющей старое русло Казанки от Волги. Сохранился дом № 109 по Большой улице (ранее № 2/109 по Озерной/Большой улице).

### Пристанская улица
Возникла до революции как Набережная весенних пристаней. Переименована протоколом комиссии Казгорсовета по наименованию улиц б/н от 2 ноября 1927 года, утверждённому 15 декабря того же года. Находилась на Ближнем Устье, являясь односторонкой кварталов № 18 и 19 Адмиралтейской слободы.
В 1920-е годы в районе улицы предполагалось строительство всесезонного речного порта на Казанке, однако позднее эти площади были заняты заводом обозных деталей, а позднее, во время немецко-советской войны, — вертолётным заводом.
Улица прекратила своё существование во второй половине 1950-х; река Казанка была пущена пущена по другому руслу, а старое русло, огибавшее Адмиралтейскую слободу, было отрезано от Казанки и Волги двумя плотинами, в связи с чем территория бывших пристаней пришла в запустение.
В дореволюционное время и в первые годы советской власти улица административно относилась к 6-й городской части. После введения в городе деления на административные районы входила в состав Кировского района.

### Каширская улица
Возникла до революции как Односторонка Бежбалдинского озера (вариант: Бежбалдинская). Переименована в Свалочную улицу протоколом комиссии Казгорсовета по наименованию улиц б/н от 2 ноября 1927 года, утверждённому 15 декабря того же года. Находилась на южной окраине Адмиралтейской слободы, являясь односторонкой кварталов № 29, 25, 26, 41, 40, 39, 38, 33 и 33а.
На 1939 год на улице имелись домовладения № 1-19, 31-33/38, 37, 41/45-47 по нечётной стороне и № 4, 6 по чётной; к тому времени улица называлась Каширской.
Прекратила существование в 1950-е годы, когда одна часть проезда, образовывавшего улицу, попала в зону строительства т. н. «Нижней плотины», а другая его часть была затоплена Куйбышевским водохранилищем.
В дореволюционное время и в первые годы советской власти улица административно относилась к 6-й городской части. После введения в городе деления на административные районы входила в состав Кировского района.

### Тесный переулок
Назван протоколом комиссии Казгорсовета по наименованию улиц б/н от 2 ноября 1927 года, утверждённому 15 декабря того же года. До этого являлась безымянным переулком; по некоторым сведениям, в 1920-е годы использовалось название Жировский переулок. Находилась в юго-западной части Адмиралтейской слободы, между кварталами № 25 и 27 и разделяя надвое квартал № 29, пересекаясь с улицами Большая и Проходная.
На 1939 год на улице имелись домовладения № 2, 4 и 6/52.
С конца 1950-х начинает упоминаться как Тесный переулок. Просуществовал до 1970-х годов; проезд, образовывавший переулок, сохранился.
В дореволюционное время и в первые годы советской власти улица административно относилась к 6-й городской части. После введения в городе деления на административные районы входила в состав Кировского района.

### Адмиралтейская площадь
Возникла до революции и находилась между современными улицами Клары Цеткин, Урицкого, Мало-Московская и Кзыл-Армейская.
Перестаёт упоминаться со второй половины 1930-х годов.
В дореволюционное время и в первые годы советской власти улица административно относилась к 6-й городской части. После введения в городе деления на административные районы входила в состав Кировского района.

## Ягодная слобода

### Маленький переулок
Назван протоколом комиссии Казгорсовета по наименованию улиц б/н от 2 ноября 1927 года, утверждённому 15 декабря того же года. До того являлся безымянным переулком. Находился в западной части Ягодной слободы, разделяя надвое квартал № 18.
Перестаёт упоминаться со второй половины 1930-х годов. На месте проезда, образовывавшего переулок, в 1970-е годы был построен детский сад-ясли № 2 льнокомбината.
В дореволюционное время и в первые годы советской власти улица административно относилась к 6-й городской части. После введения в городе деления на административные районы входила в состав Кировского района.

### переулок Гладилова
Получил название переулок Рабочего дворца (по зданию Алафузовского театра, называвшемуся тогда Рабочим дворцом) протоколом комиссии Казгорсовета по наименованию улиц б/н от 2 ноября 1927 года, утверждённому 15 декабря того же года. До того являлся безымянным переулком. Находился в Ягодной слободе, между кварталами № 18 и 5.
Во второй половине 1930-х годов переименован в Гладиловский переулок.
Упоминался до 1970-х годов, однако проезд, образовывавший переулок, продолжает существовать.
В дореволюционное время и в первые годы советской власти улица административно относилась к 6-й городской части. После введения в городе деления на административные районы входил в состав Заречного (с 1931 года Пролетарского, с 1935 года Кировского) района.

### улица Элемтя
Названа протоколом комиссии Казгорсовета по наименованию улиц б/н от 2 ноября 1927 года, утверждённому 15 декабря того же года. В 1910-е обозначалась как улица без названия, а в 1920-е использовались названия Вновь проектируемая улица и улица Перемычка. Находилась в южной части Ягодной слободы между кварталами № 23 и 24.
Перестаёт упоминаться со второй половины 1930-х годов.
В дореволюционное время и в первые годы советской власти улица административно относилась к 6-й городской части. После введения в городе деления на административные районы входила в состав Заречного (с 1931 года Пролетарского, с 1935 года Кировского) района.

### Базарная площадь
Существовала до революции в районе пересечения современных улиц Краснококшайская, Базарная и Межевого переулка.
Перестаёт упоминаться со второй половины 1930-х годов.
В 1970-е годы на месте площади был построен многоэтажный дом.
В дореволюционное время и в первые годы советской власти административно относилась к 6-й городской части. После введения в городе деления на административные районы входил в состав Заречного (с 1931 года Пролетарского, с 1935 года Кировского) района.

### Прочие
- улица Плеханова (Поперечно-Герцена)

## Кизическая слобода
- Буинская улица
- Въезжая улица
- Западный переулок
- Малая Кизическая
- Пожарный переулок
- Поперечно-Кизическая
- Райсоветская
- Юго-Западная

## Козья слобода

### 1-й Болотный переулок
Назван (предположительно, по располагавшемуся рядом Мало-Кизическому торфяному болоту) протоколом комиссии Казгорсовета по наименованию улиц б/н от 2 ноября 1927 года, утверждённому 15 декабря того же года. Ранее являлся безымянным переулком (в 1914 году постановлением Казанской городской думы участок будущего переулка был переименован в Козью улицу, но фактически это название не использовалось). Находился в южной части, между кварталами № 5 и 6 и разделяя надвое квартал № 10. Отходя от Большой Козьей улицы, пересекал Задне-Козью улицу и кончался у Западно-Козьей улицы.
На 1939 год на улице имелись домовладения № 1/11-11а (по нечётной стороне).
Перестал существовать в 1970-е годы, попав в зону строительства Молодёжного центра и сквера при нём.
В дореволюционное время и в первые годы советской власти переулок административно относился к 6-й городской части. После введения в городе деления на административные районы входил в состав Заречного (с 1931 года Пролетарского, с 1935 года Кировского, 1925—1935) и Ленинского (с 1935) районов.

### 2-й Болотный переулок
Назван протоколом комиссии Казгорсовета по наименованию улиц б/н от 2 ноября 1927 года, утверждённому 15 декабря того же года. Ранее являлся частью проектированной 1-й Поперечно-Козьей улицы. Находился в юго-западной части Козьей слободы, между кварталами № 10 и 9, между Задне- и Западно-Козьими улицами. Фактически состоял из двух «угловых» домов, находившихся на пересечении с Задне-Козьей (Красносельской) улицей.
Перестал упоминаться с 1980-х годов.
В дореволюционное время и в первые годы советской власти переулок административно относился к 6-й городской части. После введения в городе деления на административные районы входил в состав Заречного (с 1931 года Пролетарского, с 1935 года Кировского, 1925—1935) и Ленинского (с 1935) районов.

### 3-й Болотный переулок
Назван протоколом комиссии Казгорсовета по наименованию улиц б/н от 2 ноября 1927 года, утверждённому 15 декабря того же года. Ранее являлся безымянным переулком. Находился в западной части Козьей слободы, между кварталами № 9 и 8, между Задне- и Западно-Козьими улицами. Фактически состоял из «угловых» домов, находившихся на пересечении с Задне-Козьей (Красносельской) улицей.
Перестал упоминаться с 1980-х годов.
В дореволюционное время и в первые годы советской власти переулок административно относился к 6-й городской части. После введения в городе деления на административные районы входил в состав Заречного (с 1931 года Пролетарского, с 1935 года Кировского, 1925—1935) и Ленинского (с 1935) районов.

### Малая Козья улица
Возникла не позднее последней четверти XIX века. В 1914 году постановлением Казанской городской думы участок улицы между кварталами № 6 и 5 был переименован в Козью улицу, но фактически это название не использовалось. К середине 1920-х годов проходила между кварталами № 3 и 4, между улицами Большая Козья (Декабристов) и Степная.
Решением исполкома Казгорсовета № 58 от 8 января 1958 года объединена с Рабочей улицей.
В дореволюционное время и в первые годы советской власти улица административно относилась к 6-й городской части. После введения в городе деления на административные районы входила в состав Заречного (с 1931 года Пролетарского, с 1935 года Кировского, 1925—1935) и Ленинского (с 1935) районов.

### улица Коробицына
Возникла не позднее 1930-х годов.
Находилась в северной (северо-восточной) части Козьей слободы.
На 1939 год на улице имелись домовладения № 3-9/12 (по нечётной стороне) и 2/10-16 (по чётной стороне). К середине 1950-х годов протяжённость улицы составляла 0,25 км; отходя от Чистопольской улицы, она пересекалась с улицами Лермонтова, Кемеровская и Нижняя Торфяная; продолжение улицы пересекалось с продолжением Рабочей улицы у Ново-Савиновской стройки. Тогда же на улице был построен один многоквартирный дом, относившийся к жилпосёлку завода «Сантехприбор».
Просуществовала до 1990-х годов; на месте проезда, образовывавшего улицу, проложена новая трасса Чистопольской улицы.
После введения в городе деления на административные районы входила в состав Заречного (с 1931 года Пролетарского, с 1935 года Кировского, до 1935) и Ленинского (с 1935) районов.

##### Примечательные объекты
- № 16 — жилой дом завода «Сантехприбор».[65]

### Красносельский переулок
До революции являлся южной односторонкой Козьей слободы. В 1920-е году упоминается как Односторонка к городу (проходила южнее кварталов № 10, 5, 4, 37, 38), а позже — как Односторонка Козьей и, со второй половины 1930-х годов, — Южная Козья; последние два названия относились уже к односторонке кварталов № 10 и 4 (№ 315 и 316 по новой нумерации).
На вторую половину 1930-х годов на улице имелись домовладения № 2/1-16/2 (по чётной стороне), все из них частновладельческие, за исключением дома 2/1, принадлежавшего ЖАКТу № 485.
К середине 1950-х годов протяжённость улицы составляла 0,25 км; начинаясь от улицы Декабристов, она пересекала современную Красносельскую улицу и заканчивалась у Западно-Козьей улицы.
Решением исполкома Казгорсовета № 58 от 8 января 1958 года переименована в Красносельский переулок.
Просуществовал до 1970-х годов, попав в зону строительства Молодёжного центра и сквера при нём.
В дореволюционное время и в первые годы советской власти административно относился к 6-й городской части. После введения в городе деления на административные районы входил в состав Заречного (с 1931 года Пролетарского, с 1935 года Кировского, 1925—1935) и Ленинского (с 1935) районов.

### Крестьянская улица
Возникла не позднее 1920-х годов. Находилась на юге слободы, являясь южной односторонкой кварталов № 36 и 38.
Перестаёт упоминаться со второй половины 1930-х годов.
В 1950-е годы местность, занятая улицей, попала в зону строительства Верхнезареченской дамбы.
В первые годы советской власти административно относилась к 6-й городской части. После введения в городе деления на административные районы входила в состав Заречного (с 1931 года Пролетарского, с 1935 года Кировского, 1925—1935) и Ленинского (с 1935) районов.

### Малая Чистопольская улица
Возникла не позднее 1930-х годов.
Находилась в северо-восточной части Козьей слободы, получив название по параллельно шедшей ей улице.
На 1939 год на улице имелись домовладения № 1/32-7 (по нечётной стороне) и 4-12 (по чётной стороне).
К середине 1950-х годов протяжённость улицы составляла 0,25 км; начинаясь от Кемеровской улицы, она заканчивалась у Уральской улицы. В то же время четыре многоквартирных дома жилпосёлка завода «Сантехприбор», построенных на продолжении улицы, получили по адресацию по ней.
Просуществовала до начала 2000-х годов, когда дома, находившиеся на улице, были снесены в рамках программы ликвидации ветхого жилья. Местность, некогда занимаемая улицей, является юго-западной частью квартала № 65.
Административно относилась к Ленинскому (1935—1994) и Ново-Савиновскому (с 1994) районам.

#### Примечательные объекты
- № 13, 15, 17, 19 — жилые дома завода «Сантехприбор».[65]

### Озёрская улица
Возникла не позднее 1920-х годов. Находилась на юго-востоке слободы, между озером и кварталами № 36 и 38.
Перестаёт упоминаться со второй половины 1930-х годов.
В первые годы советской власти административно относилась к 6-й городской части. После введения в городе деления на административные районы входила в состав Заречного (с 1931 года Пролетарского, с 1935 года Кировского, 1925—1935) и Ленинского (с 1935) районов.

### Пролетарская улица
Возникла не позднее 1920-х годов. Находилась на юго-востоке слободы, между озером и кварталами № 37, 38 и № 35, 36.
Перестаёт упоминаться со второй половины 1930-х годов.
В первые годы советской власти административно относилась к 6-й городской части. После введения в городе деления на административные районы входила в состав Заречного (с 1931 года Пролетарского, с 1935 года Кировского, 1925—1935) и Ленинского (с 1935) районов.

### Средняя улица
Возникла до революции как безымянная улица. В 1914 году постановлением Казанской городской думы односторонка кварталов № 1, 2, 3 и 4 Козьей слободы была названа Восточной улицей, но фактически это название не использовалось. В начале 1920-х годов называлась Смоленской улицей (это название относилось уже к участку вдоль кварталов № 1 и 2); также, по некоторым сведениям, в 1920-е годы использовалось название Советская улица. Переименована в Среднюю улицу протоколом комиссии Казгорсовета по наименованию улиц б/н от 2 ноября 1927 года, утверждённому 15 декабря того же года.
К середине 1950-х годов протяжённость улицы составляла 0,3 км; начинаясь от Поперечно-Степной улицы, она пересекала Поперечно-Октябрьскую (Солдатскую) улицу и заканчивался пересечением с Чистопольской улицей.
Просуществовала до 1990-х годов, попав в зону строительства домов квартала № 56а Ленинского района.
В дореволюционное время и в первые годы советской власти административно относилась к 6-й городской части. После введения в городе деления на административные районы входила в состав Заречного (с 1931 года Пролетарского, с 1935 года Кировского, 1925—1935) и Ленинского (с 1935) районов.

### Поперечно-Степная улица
Была названа Степным переулком в 1920-е и находилась между кварталами № 2 и 12 Козьей слободы; ранее являлась безымянным переулком. Вместе с тем, протоколом комиссии Казгорсовета по наименованию улиц б/н от 2 ноября 1927 года название Поперечно-Степная получила улица между кварталами № 16 и 17 (бывшая Лесная), однако к 1940-м годам эта улица фактически не существовала.
Бывший Степной переулок был переименован в Поперечно-Степную улицу не позднее конца 1930-х годов; тот соединял Среднюю и Степную улицы и просуществовал до 1980-х годов.
В первые годы советской власти административно относилась к 6-й городской части. После введения в городе деления на административные районы входила в состав Заречного (с 1931 года Пролетарского, с 1935 года Кировского, 1925—1935) и Ленинского (с 1935) районов.

### Степная улица
Существовала до революции, являясь односторонкой кварталов № 2 и 3; в 1914 году этому участку было присвоено название Восточная улица, но фактически это название не использовалось (см. Средняя улица). Переименована в Степную улицу не позднее 1920-х годов; по правую сторону от улицы находились кварталы № 18, 17, 16, по левую — № 12, 11, 2, 3.
К середине 1950-х годов протяжённость улицы составляла 0,4 км; начинаясь от Кемеровской улицы, она пересекалась с Поперечно-Степной, Поперечно-Октябрьской (Солдатской) и заканчивалась пересечением с Чистопольской улицей.
Просуществовала до 1990-х годов; после изменения границ районов в 1994 году через участок улицы проходила граница между Ново-Савиновским и Московским районами.
В дореволюционное время и в первые годы советской власти административно относилась к 6-й городской части. После введения в городе деления на административные районы входила в состав Заречного (с 1931 года Пролетарского, с 1935 года Кировского, 1925—1935), Ленинского (1935—1994) и Ново-Савиновского и Московского районов (с 1994).

## Малое Игумново

### 1-я Южная улица
Возникла до революции как безымянный переулок. Переименована протоколом комиссии Казгорсовета по наименованию улиц б/н от 2 ноября 1927 года, утверждённому 15 декабря того же года (в 1920-е годы параллельно использовалось название 1-й Трудолюбский переулок). Название по расположению в южной части слободы.
Находилась между кварталами № 11 и 12, соединяя улицы Выгонная и Аракчинская.
Прекратила существование в 1950-е годы, частично попав в зону затопления Куйбышевского водохранилища; оставшаяся часть проезда, образовывавшего улицу, застроена.

### 2-я Южная улица
Возникла до революции как безымянный переулок. Переименована протоколом комиссии Казгорсовета по наименованию улиц б/н от 2 ноября 1927 года, утверждённому 15 декабря того же года (в 1920-е годы параллельно использовалось название 2-й Трудолюбский переулок). Название по расположению в южной части слободы.
Находилась между кварталами № 12 и 13 (по дореволюционной нумерации № 8 и 8а), соединяя улицы Выгонная и Аракчинская.
На 1939 год на улице имелись домовладения № 1/4-5/21 (по нечётной стороне) и 2-4/19 (по чётной стороне).
Прекратила существование в 1950-е годы, частично попав в зону затопления Куйбышевского водохранилища; оставшаяся часть проезда, образовывавшего улицу, существовала до 1980-х.

### Прочие
- Озёрная улица

## Новая Стройка

### 1-й переулок
Возник до революции и являлся южной односторонкой квартала № 1 (№ 313) Новой Стройки.
На 1939 год имелось как минимум два домовладения (№ 2/1, 4/2).
Не упоминается с конца 1930-х, однако проезд, образовывавший переулок, существовал до 1960-х — 1970-х годов. Ныне на его месте перекрёсток улиц Декабристов, Ибрагимова, Чистопольской и Вахитова и прилегающий к нему сквер.
В дореволюционное время и в первые годы советской власти административно относился к 6-й городской части. После введения в городе деления на административные районы входил в состав Заречного (с 1931 года Пролетарского, с 1935 года Кировского, 1925—1935) и Ленинского (с 1935) районов.

### 2-й переулок
Возник до революции и находился между кварталами № 1 и 2 (№ 312 и 313) Новой Стройки.
На 1939 год имелись домовладения № 1/13, 2/15, 3/10, 4/12.
Не упоминается с 1940-х годов, однако проезд, образовывавший переулок, существовал до конца 1960-х — начала 1970-х годов, попав в зону застройки квартала № 56 Ленинского района.
В дореволюционное время и в первые годы советской власти административно относился к 6-й городской части. После введения в городе деления на административные районы входил в состав Заречного (с 1931 года Пролетарского, с 1935 года Кировского, 1925—1935) и Ленинского (с 1935) районов.

### 3-й переулок
Возник до революции и находился между кварталами № 2 и 3 (№ 311 и 312) Новой Стройки.
На 1939 год имелись домовладения № 1/27, 2/25, 3/22, 3/24, 6/1.
Не упоминается с 1940-х годов, однако проезд, образовывавший переулок, существовал до конца 1960-х — начала 1970-х годов, попав в зону застройки квартала № 56 Ленинского района.
В дореволюционное время и в первые годы советской власти административно относился к 6-й городской части. После введения в городе деления на административные районы входил в состав Заречного (с 1931 года Пролетарского, с 1935 года Кировского, 1925—1935) и Ленинского (с 1935) районов.

### 4-й переулок
Возник до революции и находился между кварталами № 3 и 4 (№ 311 и 312) Новой Стройки.
На 1939 год имелись домовладения № 1/33, 2/37, 4/32, 5/3, 6/7, 8/12.
К середине 1950-х годов протяжённость переулка составляла 0,2 км; начинаясь от улицы Короленко, он пересекал Казанскую улицу и заканчивался пересечением с улицей Стальского.
Существовал до конца 1960-х — начала 1970-х годов, попав в зону застройки квартала № 56 Ленинского района.
В дореволюционное время и в первые годы советской власти административно относился к 6-й городской части. После введения в городе деления на административные районы входил в состав Заречного (с 1931 года Пролетарского, с 1935 года Кировского, 1925—1935) и Ленинского (с 1935) районов.

### 5-й переулок
Возник до революции и находился между кварталами № 4, 7 и № 5, 9 (№ 307, 310 и № 306 и 309) Новой Стройки.
На 1939 год в переулке имелись домовладения № 1/47, 2/49, 3/42, 4/44, 5/19, 6/21, 7/12, 8/14.
К середине 1960-х годов протяжённость переулка составляла 0,2 км; начинаясь от улицы Короленко, он пересекал улицы Казанская, Стальского и заканчивался пересечением с Ново-Кизической улицей.
Существовал до конца 1960-х — начала 1970-х годов, попав в зону застройки квартала № 56 Ленинского района.
В дореволюционное время и в первые годы советской власти административно относился к 6-й городской части. После введения в городе деления на административные районы входил в состав Заречного (с 1931 года Пролетарского, с 1935 года Кировского, 1925—1935) и Ленинского (с 1935) районов.

### Казанская улица
Возникла не позднее 1899 года под названием 2-я линия.
Пересекала Новую стройку с юга на север, проходя между кварталами № 1, 2, 3, 4, 5 и 6, 7, 8, 13; по некоторым сведениям, в 1920-е годы параллельно использовалось название 2-я Ново-Кизическая улица. Переименована в Казанскую улицу во второй половине 1930-х годов.
На 1939 год на улице имелись домовладения № 2/4-58 (по чётной стороне) и 1/6-35 (по нечётной стороне).
К середине 1950-х годов протяжённость улицы составляла 0,75 км; начинаясь от 1-го переулка, она пересекала 2-й, 3-й, 4-й и 5-й переулки и заканчивалась пересечением с улицей Стальского.
Существовала до начала 1970-х годов, попав в зону застройки квартала № 56 Ленинского района.
В дореволюционное время и в первые годы советской власти административно относилась к 6-й городской части. После введения в городе деления на административные районы входила в состав Заречного (с 1931 года Пролетарского, с 1935 года Кировского, 1925—1935) и Ленинского (с 1935) районов.

### Ново-Кизическая улица
Возникла не позднее 1899 года под названием 4-я линия.
Находилась на северо-восточной окраине Новой (Ново-Кизической) стройки, проходя между кварталами № 11, 9 и 10; по некоторым сведениям, в 1920-е годы параллельно использовалось название 4-я Ново-Кизическая улица. Переименована в Ново-Кизическую улицу во второй половине 1930-х годов.
На 1939 год на улице имелись домовладения № 1-11 (по нечётной стороне) и 2-10 (по чётной стороне).
К середине 1950-х годов протяжённость переулка составляла 0,2 км; начинаясь от 5-го переулка, заканчивалась пересечением со Снежной улицей.
Существовала до начала 1970-х годов, попав в зону застройки квартала № 56 Ленинского района.
В дореволюционное время и в первые годы советской власти административно относилась к 6-й городской части. После введения в городе деления на административные районы входила в состав Заречного (с 1931 года Пролетарского, с 1935 года Кировского, 1925—1935) и Ленинского (с 1935) районов.

### улица Стальского
Возникла не позднее 1899 года под названием 3-я линия.
Находилась на северо-восточной окраине Новой (Ново-Кизической) стройки, проходя между кварталами № 6, 7, 8, 13 и № 11, 9; по некоторым сведениям, в 1920-е годы параллельно использовалось название 3-я Ново-Кизическая улица. Переименована в улицу Стальского во второй половине 1930-х годов.
На 1939 год в переулке имелись домовладения № 1-5 (по нечётной стороне) и 2/7-22 (по чётной стороне).
К середине 1950-х годов протяжённость переулка составляла 0,4 км; начинаясь от 4-го переулка, пересекалась с 5-м переулком, Казанской улицей и заканчивалась пересечением со Снежной улицей.
Существовала до начала 1970-х годов, попав в зону застройки квартала № 56 Ленинского района.
В дореволюционное время и в первые годы советской власти административно относилась к 6-й городской части. После введения в городе деления на административные районы входила в состав Заречного (с 1931 года Пролетарского, с 1935 года Кировского, 1925—1935) и Ленинского (с 1935) районов.

## слобода Восстания

### улица 5 Декабря
Улица возникла в 1930-е годы как часть жилого посёлка, являвшегося «отростком» бывшей Ивановской стройки под названием 2-я вновь проектируемая улица; современное имя было присвоено не позднее 1939 года. Названа, предположительно, в честь дня принятия Конституции СССР в 1936 году.
На 1939 год на улице имелись домовладения № 1/50-9/49 (по нечётной стороне) и 2/48-18/9 (по чётной стороне).
К середине 1950-х годов протяжённость улицы составляла 0,3 км; начинаясь от улицы Фурманова, пересекала улицы Песчаная и Акинская и заканчивалась пересечением со Коллективной улицей.
Существовала до конца 1960-х — начала 1970-х годов, попав в зону застройки кварталов № 35 и 36 Ленинского района. Внутриквартальный проезд севернее домов № 37 и 39 по проспекту Ибрагимова частично повторяет траекторию улицы.
Входила в состав Заречного (с 1931 года Пролетарского, с 1935 года Кировского, 1925—1935) и Ленинского (с 1935) районов.

### улица 12 Декабря
Улица возникла до революции на территории Пороховой слободы как Нагорная улица (также была известна как Троицкая). Переименована во второй половине 1920-х годов в улицу Татпрофсовета, в честь Татарского областного совета профсоюзов. После его ликвидации в 1937году улица вновь была переименована — на этот раз в улицу 12 Декабря, в честь дня выборов депутатов Верховного Совета СССР первого созыва в 1937 году.
На 1939 год на улице имелись домовладения № 7, 2/95-22.
К середине 1950-х годов протяжённость улицы составляла 0,3 км; она пересекалась с улицами 1-я Союзная, Лесорубная, Бакалейная и Петрова. В 1970-е и 1980-е годы бо́льшая часть улицы прекратила своё существование, попав в зону застройки квартала № 51б; дома на небольшом участке улицы у пересечения улиц Серова и Кулахметова продолжали существовать до середины 2000-х годов; после их сноса на этом месте была построена мечеть «Ярдэм».
После вхождения в состав Казани стала частью слободы Восстания, административно относившейся к 6-й городской части. После введения в городе деления на административные районы входила в состав Заречного (с 1931 года Пролетарского, с 1935 года Кировского, 1925—1935), Кировского и Ленинского (1935—1973) и Кировского и Московского (с 1973) районов.

### улица Азина
Возникла не позднее 1920-х годов на территории Удельной стройки как улица без названия. Находилась в западной её части, между кварталами № 171, 170, 163, 155, 136, 137 и № 170а, 162, 156, 135, 133. Переименована протоколом комиссии Казгорсовета по наименованию улиц б/н от 2 ноября 1927 года, утверждённому 15 декабря того же года.
На 1939 год на улице имелись домовладения № 1/27-21/5 (по нечётной стороне) и 2/29-24/3 (по чётной стороне).
К середине 1950-х годов протяжённость улицы составляла 0,3 км; начинаясь от Партизанской улицы, она пересекала улицы Декабристов, 2-я Союзная, 4-я Союзная, 6-я Союзная, и заканчивалась пересечением с 8-й Союзной улицей.
Существовала до 1960-х годов, попав в зону застройки кварталов № 42 и 43 Ленинского района. Внутриквартальный проезд севернее дома № 2 по Волгоградской улице частично повторяет траекторию улицы.
После вхождения Удельной стройки в состав Казани стала частью слободы Восстания, административно относившейся к 6-й городской части. После введения в городе деления на административные районы входила в состав Заречного (с 1931 года Пролетарского, с 1935 года Кировского, 1925—1935) и Ленинского (с 1935) районов.

### Акинская улица
Улица возникла во второй половине 1930-х годов как часть жилого посёлка, являвшегося «отростком» бывшей Ивановской стройки под названием 5-я вновь проектируемая улица; современное имя было присвоено не позднее 1939 года. Названа в честь пригородного села Аки.
На 1939 год на улице имелись домовладения № 1-9/18 (по нечётной стороне).
К середине 1950-х годов протяжённость улицы составляла около 0,15 км; начинаясь от Коллективной улицы, она заканчивалась пересечением с улицей 5 Декабря.
Существовала до 1960-х годов, попав в зону застройки квартала № 36 Ленинского района.
С момента образования входила в состав Ленинского района.

### Алатырская улица
Возникла до революции на территории Новой стройки Пороховой слободы. Современное название получила во второй половине 1930-х годов.
На 1939 год на улице имелось одно домовладение № 3.
К середине 1950-х годов протяжённость улицы составляла около 0,15 км; начинаясь от Тупикового переулка, она заканчивалась пересечением с Ташкентской улицей, переходя после этого в Смежную улицу.
Прекратила существование в середине 1970-х годов, попав в зону застройки многоэтажными жилыми домами квартала № 51б.
После вхождения Ивановской стройки в состав Казани стала частью слободы Восстания, административно относившейся к 6-й городской части. После введения в городе деления на административные районы входила в состав Заречного (с 1931 года Пролетарского, с 1935 года Кировского, 1925—1935) и Ленинского (с 1935) районов.

### Бедняцкая улица
Возникла не позднее 1920-х годов на территории Удельной стройки как улица без названия. Находилась в западной её части, между кварталами № 140 и № 139. Переименована протоколом комиссии Казгорсовета по наименованию улиц б/н от 2 ноября 1927 года, утверждённому 15 декабря того же года.
Все дома находившиеся на улице были угловыми, то есть имели адресацию и по другой улице, из-за чего со второй половины 1930-х годов не упоминается, несмотря на то, что проезд, образовывавший улицу существовал до 1960-х годов. Улица пересекалась с 6-й, 4-й и 2-й Союзными улицами.
После вхождения Удельной стройки в состав Казани стала частью слободы Восстания, административно относившейся к 6-й городской части. После введения в городе деления на административные районы входила в состав Заречного (с 1931 года Пролетарского, с 1935 года Кировского, 1925—1935) и Ленинского (с 1935) районов.

### Воронежская улица
Возникла не позднее 1920-х годов на территории Ивановской стройки. Названа Сталинградской улицей протоколом комиссии Казгорсовета по наименованию улиц б/н от 2 ноября 1927 года, утверждённому 15 декабря того же года. Находилась между кварталами № 169, 168, 167 и № 173, 172, 171, 170 слободы Восстания.
На 1939 год на улице имелись домовладения № 1/52, 2/50, 4/43, 6/46, 8/2, К тому моменту она была переименована в Воронежскую улицу, так как в Соцгороде появилась ещё одна Сталинградская улица.
К середине 1950-х годов протяжённость улицы составляла около 0,1 км; начинаясь от Партизанской улицы, она пересекалась с улицей Красного Знамени и заканчивалась пересечением с Селянской улицей.
Прекратила существование в середине 1960-х годов, попав в зону застройки квартала № 34 Ленинского района.
После вхождения Ивановской стройки в состав Казани стала частью слободы Восстания, административно относившейся к 6-й городской части. После введения в городе деления на административные районы входила в состав Заречного (с 1931 года Пролетарского, с 1935 года Кировского, 1925—1935) и Ленинского (с 1935) районов.

### Гороховая улица
Возникла до революции как улица между кварталами № 4 и 5 Пороховой слободы.
На 1939 год на улице имелись домовладения № 1-15 (по нечётной стороне) и 2-16 (по чётной стороне).
Просуществовала до начала 1970-х, попав в зону застройки многоэтажными жилыми домами.
После вхождения Пороховой слободы в состав Казани стала частью слободы Восстания, административно относившейся к 6-й городской части. После введения в городе деления на административные районы входила в состав Заречного (с 1931 года Пролетарского, с 1935 года Кировского) района.

### улица Гудованцева
Улица возникла во второй половине 1930-х годов как часть жилого посёлка, являвшегося «отростком» бывшей Ивановской стройки под названием 4-я вновь проектируемая улица; современное имя было присвоено не позднее 1939 года. Названа в честь воздухоплавателя Николая Гудованцева.
К середине 1950-х годов протяжённость улицы составляла около 0,1 км; начинаясь от улицы Фурманова, она заканчивалась пересечением с Песчаной улицей.
Существовала до середины 1960-х годов, попав в зону застройки квартала № 41 Ленинского района.
С момента образования входила в состав Ленинского района. Позже именем Гудованцева будет названа улица на Жилплощадке.

### Делегатская улица
Возникла до революции на территории Новой стройки Пороховой слободы под названием Односторонка. По сведениям на 1920-е годы, находилась в восточной её части, между кварталами № 67, 68, 69 и № 45, 46, 55, 56, 56а, 66, 65 слободы Восстания. Переименована в 1-ю Делегатскую улицу протоколом комиссии Казгорсовета по наименованию улиц б/н от 2 ноября 1927 года, утверждённому 15 декабря того же года; по некоторым сведениям, в 1920-е годы параллельно использовалось название 1-й Делегатский переулок.
На 1939 год на улице имелись домовладения № 3/73-7/54 (по нечётной стороне) и 2/41, 6/54, 10/75 (по чётной стороне). К тому моменту начальная часть улицы была переименована в Пестречинскую улицу, в то же время к ней была присоединена 2-я Делегатская улица, из-за чего порядковое числительное было отброшено из её названия.
К середине 1950-х годов протяжённость улицы составляла около 0,2 км; начинаясь от Батрацкой улицы, она пересекала 1-ю Союзную и 3-ю Союзную улицы, и заканчивалась пересечением с 5-й Союзной улицей.
Прекратила своё существование в середине 1970-х годов, попав в зону застройки квартала № 46.
После вхождения Пороховой слободы в состав Казани стала частью слободы Восстания, административно относившейся к 6-й городской части. После введения в городе деления на административные районы входила в состав Заречного (с 1931 года Пролетарского, с 1935 года Кировского, 1925—1935) района, Ленинского (1935—1973) и Московского (с 1973) районов.

### 2-я Делегатская улица
Возникла не позднее 1920-х годов на территории Удельной стройки. Находилась в её южной части, между кварталами № 104 и 105 слободы Восстания. Переименована во 2-ю Делегатскую улицу протоколом комиссии Казгорсовета по наименованию улиц б/н от 2 ноября 1927 года, утверждённому 15 декабря того же года; по некоторым сведениям, в 1920-е годы параллельно использовалось название 2-й Делегатский переулок.
В 1930-е годы, местность, занятая улицей была отведена под льнокомбинату под строительство 30-квартирных домов, однако эти дома так и не были построены. Тем не менее, к концу 1930-х годов, улица уже не существовала, будучи поглощена 1-й Делегатской улицей.
После вхождения Пороховой слободы в состав Казани стала частью слободы Восстания, административно относившейся к 6-й городской части. После введения в городе деления на административные районы входила в состав Заречного (с 1931 года Пролетарского, с 1935 года Кировского, 1925—1935) района, Ленинского (с 1935) районов.

### Днепровская улица
Возникла не позднее 1920-х годов на территории Удельной стройки. Названа протоколом комиссии Казгорсовета по наименованию улиц б/н от 2 ноября 1927 года, утверждённому 15 декабря того же года; по некоторым сведениям, в 1920-е годы параллельно использовалось название Татарская улица.
Находилась в её юго-западной части, между кварталами № 106 и 107 слободы Восстания.
На 1939 год на улице имелись одно домовладение № 1/55.
К середине 1950-х годов протяжённость улицы составляла около 0,1 км; начинаясь от 5-й Союзной улицы, она заканчивалась пересечением с 3-й Союзной улицей.
Прекратила своё существование в середине 1960-х годов, попав в зону застройки квартала № 46. Поперёк проезда, образовывавшего улицу, были построены дома № 33/1 и 33/2 по улице Шамиля Усманова.
После вхождения Удельной стройки в состав Казани стала частью слободы Восстания, административно относившейся к 6-й городской части. После введения в городе деления на административные районы входила в состав Заречного (с 1931 года Пролетарского, с 1935 года Кировского, 1925—1935) района и Ленинского (с 1935) районов.

### Донская улица
Возникла не позднее 1920-х годов на территории Удельной стройки. Названа протоколом комиссии Казгорсовета по наименованию улиц б/н от 2 ноября 1927 года, утверждённому 15 декабря того же года; по некоторым сведениям, в 1920-е годы параллельно использовалось название Уральская улица. Находилась в её юго-западной части, между кварталами № 74 и 73 слободы Восстания.
На 1939 год на улице имелись домовладения № 15, 17.
К середине 1950-х годов протяжённость улицы составляла около 0,1 км; начинаясь от 3-й Союзной улицы, она заканчивалась пересечением с 5-й Союзной улицей.
Прекратила существование в середине 1960-х годов, попав в зону застройки многоэтажными жилыми домами квартала № 46. Проезд, образовывавший улицу, ныне в районе домов № 13 и 15 по улице Шамиля Усманова.
После вхождения Удельной стройки в состав Казани стала частью слободы Восстания, административно относившейся к 6-й городской части. После введения в городе деления на административные районы входила в состав Заречного (с 1931 года Пролетарского, с 1935 года Кировского, 1925—1935) района и Ленинского (с 1935) районов.

### Камская улица
Возникла не позднее 1920-х годов на территории Удельной стройки. Названа протоколом комиссии Казгорсовета по наименованию улиц б/н от 2 ноября 1927 года, утверждённому 15 декабря того же года; по некоторым сведениям, в 1920-е годы параллельно использовалось название Ярославская улица. Находилась между кварталами № 76 и № 74 слободы Восстания.
На 1939 год на улице имелись домовладения № 3/56, 7 (по нечётной стороне) и № 2/9-6/58.
К середине 1950-х годов протяжённость улицы составляла около 0,1 км; начинаясь от 3-й Союзной улицы, она заканчивалась пересечением с 5-й Союзной улицей.
Прекратила существование в середине 1960-х годов, попав в зону строительства школы-интерната № 10 (ныне лицей-интернат № 2).
После вхождения Удельной стройки в состав Казани стала частью слободы Восстания, административно относившейся к 6-й городской части. После введения в городе деления на административные районы входила в состав Заречного (с 1931 года Пролетарского, с 1935 года Кировского, 1925—1935) района и Ленинского (с 1935) районов.

### Камчатский переулок
Возник до революции на территории Пороховой слободы как переулок внутри квартала № 11. По сведениям на 1920-е годы, находился в юго-восточной части слободы Восстания, между кварталами № 14 и 14а, соединяя улицы Краснококшайская и Фрунзе. Назван протоколом комиссии Казгорсовета по наименованию улиц б/н от 2 ноября 1927 года, утверждённому 15 декабря того же года.
Все дома находившиеся на улице были угловыми (один из них — Первая Пороховая мечеть), то есть имели адресацию и по другой улице, из-за чего со второй половины 1930-х годов не упоминается, несмотря на то, что проезд, образовывавший улицу, существовал и позже.
После вхождения Пороховой слободы в состав Казани стала частью слободы Восстания, административно относившейся к 6-й городской части. После введения в городе деления на административные районы входила в состав Заречного (с 1931 года Пролетарского, с 1935 года Кировского) района.

### Кишинёвская улица
Возникла до революции на территории Новой стройки Пороховой слободы как улица без названия. По сведениям на 1920-е годы, находилась в восточной её части, между кварталами № 80, 79 и № 71, 72 слободы Восстания. Переименована в Волжскую улицу протоколом комиссии Казгорсовета по наименованию улиц б/н от 2 ноября 1927 года, утверждённому 15 декабря того же года; по некоторым сведениям, в 1920-е годы параллельно использовалось название Камская улица.
К концу 1930-х — началу 1940-х годов улица начиналась от 3-й Союзной улицы, пересекаясь с улицами 1-я Союзная, Батрацкая и Смежная, после этого переходя в улицу Белякова.
Решением исполкома Казгорсовета № 573 от 20 октября 1955 года переименована в Кишинёвскую улицу.
Прекратила существование к 1970-м годам в результате поглощения её улицей Восход.
После вхождения в состав Казани стала частью слободы Восстания, административно относившейся к 6-й городской части. После введения в городе деления на административные районы входила в состав Заречного (с 1931 года Пролетарского, с 1935 года Кировского, 1925—1935) и Ленинского (с 1935) районов.

### Кокшайский переулок
Возник до революции на территории Пороховой слободы как переулок между кварталами № 10 и 12. По сведениям на 1920-е годы, находился в юго-восточной части слободы Восстания, между кварталами № 11 и 13 соединяя улицы Краснококшайская и Луговая. Назван протоколом комиссии Казгорсовета по наименованию улиц б/н от 2 ноября 1927 года, утверждённому 15 декабря того же года; по некоторым сведениям, в 1920-е годы параллельно использовалось название Луговой переулок.
Проезд, образовывавший переулок, прекратил существование во второй половине 1960-х годов в результате, попав в зону застройки многоэтажными жилыми домами квартала № 51а.
После вхождения Пороховой слободы в состав Казани стала частью слободы Восстания, административно относившейся к 6-й городской части. После введения в городе деления на административные районы входила в состав Заречного (с 1931 года Пролетарского, с 1935 года Кировского) района.

### Коленная улица
Возникла не позднее 1920-х годов на территории Ивановской стройки. Названа протоколом комиссии Казгорсовета по наименованию улиц б/н от 2 ноября 1927 года, утверждённому 15 декабря того же года; по некоторым сведениям, в 1920-е годы параллельно использовалось название Военная улица. Находилась между кварталами № 188 и № 189, 187 слободы Восстания.
На 1939 год на улице имелись домовладения № 2, 2а, 4, 5, 6/32, 7, 9/30.
К середине 1950-х годов протяжённость улицы составляла около 0,1 км; начинаясь от Сельской улицы, она заканчивалась пересечением с Ленской улицей.
Решением исполкома Казгорсовета № 413 от 14 июня 1961 года была переименована в Балашовскую улицу, однако старое название улицы продолжало использоваться и дальше.
Прекратила своё существование в первой половине 1970-х годов, попав в зону строительства комплекса спортивных сооружений ПО «Оргсинтез» и подъездного пути к третьей транспортной дамбе.
После вхождения Ивановской стройки в состав Казани стала частью слободы Восстания, административно относившейся к 6-й городской части. После введения в городе деления на административные районы входила в состав Заречного (с 1931 года Пролетарского, с 1935 года Кировского, 1925—1935) и Ленинского (с 1935) районов.

### Комиссарская улица
Возникла до революции на территории Новой стройки Пороховой слободы как улица без названия. По сведениям на 1920-е годы, находилась между кварталами № 56, 66, 65 и № 55, 57, 58, 64 слободы Восстания. Переименована протоколом комиссии Казгорсовета по наименованию улиц б/н от 2 ноября 1927 года, утверждённому 15 декабря того же года.
На 1939 год на улице имелись домовладения № 3/87, 7-17 по нечётной стороне и № 2/70, 4/39-20 по чётной стороне.
К середине 1950-х годов протяжённость улицы составляла около 0,3 км; начинаясь от Тупикового переулка, она пересекала улицы Алатырская, Лесорубная, Батрацкая и 1-я Союзная и заканчивалась пересечением с 3-й Союзной улицей.
Прекратила своё существование в 1980-е годы, попав в зону застройки многоэтажными жилыми домами квартала № 51б.
После вхождения в состав Казани стала частью слободы Восстания, административно относившейся к 6-й городской части. После введения в городе деления на административные районы входила в состав Заречного (с 1931 года Пролетарского, с 1935 года Кировского, 1925—1935), Ленинского (1935—1973) и Московского (с 1973) районов.

### 1-я Коммунальная улица
Возникла до революции на территории Новой стройки Пороховой слободы как улица 1-я Грязнуха (вариант: 1-я Грязнушка). По сведениям на 1920-е годы, находилась в восточной её части, между кварталами № 44, 47 и № 41, 42, 43, 48 слободы Восстания. Переименована протоколом комиссии Казгорсовета по наименованию улиц б/н от 2 ноября 1927 года, утверждённому 15 декабря того же года.
На 1939 год на улице имелись домовладения № 1-31/7, 35-39/41 по нечётной стороне и № 4-38/39, 40-50/15 по чётной стороне. Начинаясь от Полевой улицы, пересекалась с переулками 2-й Комхозовский, 2-й Косой, улицами Петрова и Бакалейная.
Прекратила своё существование в 1970-е годы, попав в зону застройки многоэтажными жилыми домами квартала № 51а.
После вхождения в состав Казани стала частью слободы Восстания, административно относившейся к 6-й городской части. После введения в городе деления на административные районы входила в состав Заречного (с 1931 года Пролетарского, с 1935 года Кировского) района.

### 2-я Коммунальная улица
Возникла до революции на территории Новой стройки Пороховой слободы как улица 2-я Грязнуха (вариант: 2-я Грязнушка). По сведениям на 1920-е годы, находилась между кварталами № 45, 46 и № 44, 47 слободы Восстания. Переименована протоколом комиссии Казгорсовета по наименованию улиц б/н от 2 ноября 1927 года, утверждённому 15 декабря того же года.
На 1939 год на улице имелись домовладения № 1-51/13 по нечётной стороне и № 2–6 по чётной стороне. Начинаясь от Полевой улицы, пересекалась с улицами Байдукова, Петрова и Бакалейная.
Прекратила своё существование в 1970-е годы, попав в зону застройки многоэтажными жилыми домами квартала № 51а.
После вхождения в состав Казани стала частью слободы Восстания, административно относившейся к 6-й городской части. После введения в городе деления на административные районы входила в состав Заречного (с 1931 года Пролетарского, с 1935 года Кировского) района.

### Коммунальный переулок
Возник до революции на территории Новой стройки Пороховой слободы как переулок без названия. По сведениям на 1920-е годы, находился между кварталами № 39 и 12 слободы Восстания, соединяя улицы Караваевская и Совнаркомовская. Переименован в 1-й Комхозовский переулок протоколом комиссии Казгорсовета по наименованию улиц б/н от 2 ноября 1927 года, утверждённому 15 декабря того же года; по некоторым сведениям, в 1920-е годы параллельно использовалось название 1-й Мухамедшинский переулок, предположительно, в честь Мухамедзяна Мухаметшина, ответственного секретаря Объединённо-Слободского райкома РКП(б) в 1919—1920 гг.
В конце 1930-х годов переименован в 1-й Коммунальный переулок, а в 1950-х годах объединён со 2-м Коммунальным переулком.
Перестал существовать в 1970-е годы, попав в зону застройки многоэтажными жилыми домами квартала № 51а; часть проезда, образовывавшего переулок, стала частью улицей Батыршина.
После вхождения в состав Казани стал частью слободы Восстания, административно относившейся к 6-й городской части. После введения в городе деления на административные районы входилав состав Заречного (с 1931 года Пролетарского, с 1935 года Кировского) района.

### 2-й Коммунальный переулок
Возник до революции на территории Новой стройки Пороховой слободы как переулок без названия. По сведениям на 1920-е годы, находился между кварталами № 42 и 41 слободы Восстания, соединяя улицы Караваевская и Совнаркомовская. Переименован во 2-й Комхозовский переулок протоколом комиссии Казгорсовета по наименованию улиц б/н от 2 ноября 1927 года, утверждённому 15 декабря того же года; по некоторым сведениям, в 1920-е годы параллельно использовалось название 2-й Мухамедшинский переулок, предположительно, в честь Мухамедзяна Мухаметшина, ответственного секретаря Объединённо-Слободского райкома РКП(б) в 1919—1920 гг.
В конце 1930-х годов переименован во 2-й Коммунальный переулок, а в 1950-х годах объединён с 1-м Коммунальным переулком.
После вхождения в состав Казани стал частью слободы Восстания, административно относившейся к 6-й городской части. После введения в городе деления на административные районы входил в состав Заречного (с 1931 года Пролетарского, с 1935 года Кировского) района.

### Косой переулок
Возник до революции на территории Новой стройки Пороховой слободы. По сведениям на 1920-е годы, находился между кварталами № 40 и 39 слободы Восстания, соединяя улицы Караваевская и Совнаркомовская. Вскоре в его состав был включён 2-й Косой переулок.
На 1939 год на улице имелись домовладения № 3, 5, 11-15 по нечётной стороне и № 2/27-8/36 по чётной стороне. Начинаясь от Караваевской улицы, пересекался с Совнаркомовской улицей и заканчивался пересечением с 1-й Коммунальной улицей.
Прекратил существование в 1970-е годы, попав в зону застройки многоэтажными жилыми домами квартала № 51б.
После вхождения в состав Казани стал частью слободы Восстания, административно относившейся к 6-й городской части. После введения в городе деления на административные районы входил в состав Заречного (с 1931 года Пролетарского, с 1935 года Кировского) района.

### 2-й Косой переулок
Возник до революции на территории Новой стройки Пороховой слободы.
По сведениям на 1920-е годы, находился между кварталами № 43 и 42 слободы Восстания, соединяя улицы Совнаркомовская и 1-я Коммунальная. Назван протоколом комиссии Казгорсовета по наименованию улиц б/н от 2 ноября 1927 года, утверждённому 15 декабря того же года
К середине 1930-х годов был объединён с 1-м Косым переулком.

### Костромская улица
Возникла не позднее 1920-х годов на территории Ивановской стройки. Названа протоколом комиссии Казгорсовета по наименованию улиц б/н от 2 ноября 1927 года, утверждённому 15 декабря того же года; по некоторым сведениям, в 1920-е годы параллельно использовалось название Томская улица. Находилась между кварталами № 158, 78, 86, 85 и № 159, 97, 86а, 87 слободы Восстания.
К середине 1950-х годов протяжённость улицы составляла около 0,4 км; начинаясь от 1-й Союзной улицы, она пересекалась с 3-й и 4-й Союзной улицами, и заканчивалась пересечением со 2-й Союзной улицей.
Прекратила существование в конце 1960-х — начале 1970-х годов, попав в зону застройки многоэтажными жилыми домами кварталов № 43 и 44.
После вхождения в состав Казани стала частью слободы Восстания, административно относившейся к 6-й городской части. После введения в городе деления на административные районы входила в состав Заречного (с 1931 года Пролетарского, с 1935 года Кировского, 1925—1935) и Ленинского (с 1935) районов.

### Лаишевская улица
Возникла не позднее 1920-х годов на территории Ивановской стройки. Названа протоколом комиссии Казгорсовета по наименованию улиц б/н от 2 ноября 1927 года, утверждённому 15 декабря того же года; по некоторым сведениям, в 1920-е годы параллельно использовалось название Комиссарская улица. Находилась между кварталами № 175а, 175 и № 179, 178 слободы Восстания.
На 1939 год на улице имелись домовладения № 1/36, 2/34, 3/27, 5/28, 6/26. К середине 1950-х годов протяжённость улицы составляла около 0,4 км; начинаясь от Партизанской улицы, она пересекалась с улицей Красного Знамени и заканчивалась пересечением с Селянской улицей.
Прекратила существование в середине 1960-х годов, попав в зону застройки многоэтажными жилыми домами квартала № 42.
После вхождения в состав Казани стала частью слободы Восстания, административно относившейся к 6-й городской части. После введения в городе деления на административные районы входила в состав Заречного (с 1931 года Пролетарского, с 1935 года Кировского, 1925—1935) и Ленинского (с 1935) районов.

### Ленский переулок
Возник в 1930-е годы на восточной окраине слободы Восстания.
На 1939 год на улице имелись домовладения № 3/14, 4. К середине 1950-х годов протяжённость переулка составляла менее 0,1 км.
Прекратила существование в середине 1960-х годов, попав в зону застройки многоэтажными жилыми домами квартала № 35.
Входил в состав Ленинского района.

### Лесорубная улица
Возникла до революции на территории Новой стройки Пороховой слободы. Первое известное название — Лесная улица. По сведениям на 1920-е годы, между кварталами № 57, 59, 60, 61 и № 55, 54, 53, 52 слободы Восстания.
На 1939 год на улице имелись домовладения № 3, 7, 9/62, 13, 15, 23/102 по нечётной стороне и № 2/14, 4, 4а, 8/75-14, 18/87, 20/52, 24/104 по чётной стороне.
В 1940-е годы переименована в Лесорубную улицу. К середине 1950-х годов протяжённость улицы составляла около 0,3 км; начинаясь от Комиссарской улицы, она пересекалась с улицами 12 Декабря, Совнаркомовская, Февральская и заканчивалась пересечением с Окольной улицей.
Западная часть улицы начала постепенно застраиваться многоэтажными жилыми домами квартала № 47 с 1970-х годов; небольшая часть улицы восточнее улицы Кулахметова прекратила существование в 1990-е — начале 2000-х годов, попав в зону строительства мечети «Ярдэм».
После вхождения в состав Казани стала частью слободы Восстания, административно относившейся к 6-й городской части. После введения в городе деления на административные районы входила в состав Заречного (с 1931 года Пролетарского, с 1935 года Кировского, 1925—1935), Ленинского (1935—1973) и Московского (с 1973) районов.

### Мамадышская улица
Возникла не позднее 1920-х годов на территории Ивановской стройки. Названа протоколом комиссии Казгорсовета по наименованию улиц б/н от 2 ноября 1927 года, утверждённому 15 декабря того же года; по некоторым сведениям, в 1920-е годы параллельно использовалось название Слободская улица. Находилась между кварталами № 179, 178 и № 180, 181 слободы Восстания. В 1930-е годы была разделена на две улицы: улица Валея Хуснутдинова, (в честь революционера Валиуллы Хуснутдинова (Усманова), между кварталами № 178 и 181) и улица 3 Сентября (по дате восстания рабочих Порохового завода против комучевцев в 1918 году, между кварталами № 179 и 180); на первой из них все домовладения были угловыми и имели адресацию по другим улицам; на другой имелось одно домовладение № 9/10. К 1942 году вновь упоминается лишь одна Мамадышская улица.
К середине 1950-х годов протяжённость улицы составляла около 0,3 км; она пересекалась с улицами Партизанская, Красного Знамени и Селянская.
Прекратила существование в середине 1960-х годов, попав в зону застройки многоэтажными жилыми домами квартала № 42. Часть проезда, образовывавшего улицу, занята детским садом № 240.

### улица Мотовилиха
Возникла не позднее 1920-х годов на территории Ивановской стройки. Названа протоколом комиссии Казгорсовета по наименованию улиц б/н от 2 ноября 1927 года, утверждённому 15 декабря того же года. Находилась между кварталами № 165, 164 и № 168, 167 слободы Восстания.
На 1939 год на улице имелись домовладения № 1/68, 2/66, 2/41. Начинаясь от улицы Декабристов она пересекала улицы Партизанская и Красного Знамени.
Проезд, образовывавший улицу, был застроен в 1950-е годы.
После вхождения в состав Казани стала частью слободы Восстания, административно относившейся к 6-й городской части. После введения в городе деления на административные районы входила в состав Заречного (с 1931 года Пролетарского, с 1935 года Кировского, 1925—1935) и Ленинского (с 1935) районов.

### Орловская улица
Возникла не позднее 1920-х годов на территории Удельной стройки. Названа протоколом комиссии Казгорсовета по наименованию улиц б/н от 2 ноября 1927 года, утверждённому 15 декабря того же года; по некоторым сведениям, в 1920-е годы параллельно использовалось название Крестьянская улица. Находилась между кварталами № 143 и № 142 слободы Восстания.
На 1939 год на улице имелись домовладения № 1, 2/24, 3/25. Пересекалась с 8-й и 6-й Союзными улицами.
Прекратила существование в 1950-е годы, попав в зону застройки многоэтажными жилыми домами кварталов № 26 и 27.
После вхождения Удельной стройки в состав Казани стала частью слободы Восстания, административно относившейся к 6-й городской части. После введения в городе деления на административные районы входила в состав Заречного (с 1931 года Пролетарского, с 1935 года Кировского, 1925—1935) и Ленинского (с 1935) районов.

### Партизанский переулок
Располагался в северной части бывшей Ивановской стройки и упоминается в 1950-е годы.
Вскоре прекратил существование, попав в зону застройки многоэтажными жилыми домами квартала № 34.
Входил в состав Ленинского района.

### Пестречинская улица
До 1930-х годов являлась частью Делегатской улицы. В 1940-е годы участок улицы, по которой проходила граница Кировского и Ленинского районов, был назван Ташкентской улицей; сама же Пестречинская улица в 1950-е годы на короткое время была переименована в улицу Изотова; старое название было возвращено ей решением исполкома Казгорсовета от 2 октября 1957 года.
Начинаясь от Омской улицы, она пересекала улицу Петрова и заканчивалась пересечением с улицами Бакалейная и Омская, после чего переходила в Ташкентскую улицу.
Прекратила существование в конце 1970-х — начале 1980-х годов, попав в зону застройки многоэтажными жилыми домами квартала № 51б.
С момента образования входила в состав Кировского и Ленинского районов (до образования Ташкентской улицы), после её образования — в составе Кировского района.

### Пустой переулок
Возник до революции на территории Пороховой слободы как односторонка квартала № 13. Назван протоколом комиссии Казгорсовета по наименованию улиц б/н от 2 ноября 1927 года, утверждённому 15 декабря того же года; по некоторым сведениям, в 1920-е годы параллельно использовалось название 3-й Полевой переулок. По сведениям на 1920-е годы, находилась между кварталами № 10а и № 12 слободы Восстания.
На 1939 год на улице имелись домовладения № 1, 2/2, 3, 4. Начинался от Луговой улицы и кончался пересечением с Совнаркомовской и Полевой улицами, которое называлось Пустой площадью.
Прекратил существование в 1960-е — 1970-е годы, попав в зону застройки многоэтажными жилыми домами квартала № 51а.
После вхождения Пороховой слободы в состав Казани стала частью слободы Восстания, административно относившейся к 6-й городской части. После введения в городе деления на административные районы входила в состав Заречного (с 1931 года Пролетарского, с 1935 года Кировского) районов.

### Поперечно-Партизанская улица
Возникла не позднее 1920-х годов на территории Ивановской стройки. Названа улицей Разина протоколом комиссии Казгорсовета по наименованию улиц б/н от 2 ноября 1927 года, утверждённому 15 декабря того же года. Находилась между кварталами № 180, 181 и № 187, 185, 184, 183 слободы Восстания.
На 1939 год на улице имелись домовладения № 1/18, 2/20, 4/13, 5/18, 6/14, 7/13; к тому моменту она уже была переименована в Поперечно-Партизанскую; так как улица, названная в честь Разина уже имелась на Клыковке.
К середине 1950-х годов протяжённость улицы составляла около 0,2 км; она пересекалась с улицами Декабристов, Партизанская и Красного Знамени.
Прекратил существование в середине 1960-х годов, попав в зону застройки многоэтажными жилыми домами квартала № 42. Проезд, образовывавший улицу, сохранился в виде внутриквартального проезда, отходящего от улицы Декабристов и проходящего под домами № 102 и 104 по этой же улице; является одним из немногих в Казани внутриквартальных проездов, на которых установлен светофор.
После вхождения Ивановской стройки в состав Казани стала частью слободы Восстания, административно относившейся к 6-й городской части. После введения в городе деления на административные районы входила в состав Заречного (с 1931 года Пролетарского, с 1935 года Кировского, 1925—1935) и Ленинского (с 1935) районов.

### Республиканская улица
Возникла до революции на территории Новой стройки Пороховой слободы как улица без названия. Переименована в Волжскую улицу протоколом комиссии Казгорсовета по наименованию улиц б/н от 2 ноября 1927 года, утверждённому 15 декабря того же года. Находилась между кварталами № 71, 72, 73 и № 67, 68, 69, 103 слободы Восстания.
На 1939 год на улице имелись домовладения № 1/23-11/64 по нечётной стороне и № 2/25-8/63, 14 по чётной стороне.
К середине 1950-х годов протяжённость улицы составляла около 0,25 км; она пересекалась с улицами Смежная, Батрацкая, 1-я Союзная, 3-я Союзная, 5-я Союзная. Прекратила существование в середине 1960-х годов, попав в зону застройки многоэтажными застройки жилыми домами квартала № 43а.
После вхождения в состав Казани стала частью слободы Восстания, административно относившейся к 6-й городской части. После введения в городе деления на административные районы входила в состав Заречного (с 1931 года Пролетарского, с 1935 года Кировского, 1925—1935) и Ленинского (с 1935) районов.

### Свияжская улица
Возникла не позднее 1920-х годов на территории Ивановской стройки. Названа протоколом комиссии Казгорсовета по наименованию улиц б/н от 2 ноября 1927 года, утверждённому 15 декабря того же года. Находилась между кварталами № 176, 175 и № 177 слободы Восстания.
На 1939 год на улице имелись домовладения № 3/23, 4/44, 5/40, 6/38, 8/33. К середине 1950-х годов протяжённость улицы составляла около 0,2 км; она пересекалась с улицами Декабристов, Партизанская и Красного Знамени.
Прекратила существование в середине 1960-х годов, попав в зону застройки многоэтажными застройки жилыми домами квартала № 42.
После вхождения в состав Казани стала частью слободы Восстания, административно относившейся к 6-й городской части. После введения в городе деления на административные районы входила в состав Заречного (с 1931 года Пролетарского, с 1935 года Кировского, 1925—1935) и Ленинского (с 1935) районов.

### 2-й Секретарский переулок
Возник до революции на территории Пороховой слободы. Назван протоколом комиссии Казгорсовета по наименованию улиц б/н от 2 ноября 1927 года, утверждённому 15 декабря того же года. По сведениям на 1920-е годы, находился между кварталами № 15 и № 28 слободы Восстания, соединяя улицы Фрунзе и Фурштадская.
С конца 1930-х не упоминается, несмотря на то, что проезд, образовывавший переулок, существовал и в 1960-е годы.
После вхождения Пороховой слободы в состав Казани стала частью слободы Восстания, административно относившейся к 6-й городской части. После введения в городе деления на административные районы входил в состав Заречного (с 1931 года Пролетарского, с 1935 года Кировского) района.

### 3-й Секретарский переулок
Возник до революции на территории Пороховой слободы. Назван протоколом комиссии Казгорсовета по наименованию улиц б/н от 2 ноября 1927 года, утверждённому 15 декабря того же года. По сведениям на 1920-е годы, находился между кварталами № 28 и № 27 слободы Восстания, соединяя улицы Фрунзе и Фурштадская.
С конца 1930-х не упоминается, несмотря на то, что проезд, образовывавший переулок, существовал и в 1960-е годы.
После вхождения Пороховой слободы в состав Казани стала частью слободы Восстания, административно относившейся к 6-й городской части. После введения в городе деления на административные районы входил в состав Заречного (с 1931 года Пролетарского, с 1935 года Кировского) района.

### Сельская улица
Возникла не позднее 1920-х годов на территории Ивановской стройки как Односторонка к Кизической слободе. Названа протоколом комиссии Казгорсовета по наименованию улиц б/н от 2 ноября 1927 года, утверждённому 15 декабря того же года. Находилась южнее кварталов № 188—193 и 89 слободы Восстания.
На 1939 год на улице имелись домовладения № 1/1, 1, 3, 5, 7, 9. К середине 1950-х годов протяжённость улицы составляла около 0,1 км; она пересекалась с улицами Селянская и Коленная.
Прекратила своё существование в первой половине 1970-х годов, попав в зону строительства комплекса спортивных сооружений ПО «Оргсинтез» и подъездной дороги к третьей транспортной дамбе.
После вхождения Ивановской стройки в состав Казани стала частью слободы Восстания, административно относившейся к 6-й городской части. После введения в городе деления на административные районы входила в состав Заречного (с 1931 года Пролетарского, с 1935 года Кировского, 1925—1935) и Ленинского (с 1935) районов.

### Селянская улица
Возникла не позднее 1920-х годов на территории Ивановской стройки как Односторонка к Кизической слободе. Названа протоколом комиссии Казгорсовета по наименованию улиц б/н от 2 ноября 1927 года, утверждённому 15 декабря того же года. Находилась между кварталами № 189, 187 и № 191, 185, 180, 179, 174, 173 слободы Восстания; по некоторым сведениям, в 1920-е годы для разных участков улицы параллельно использовались названия Июльская, Краснофлотская, Февральская, Зиганшина.
На 1939 год на улице имелись домовладения № 1/1, 2, 3/26, 4, 4/28, 5/29 (барак льнокомбината), 6, 8, 10, 12. Пересекалась с улицами Сельская, Ленская, Поперечно-Партизанская, Лаишевская, Ленинградская, Воронежская.
Прекратила существование в середине 1960-х годов, попав в зону застройки многоэтажными застройки жилыми домами квартала № 42.
После вхождения Ивановской стройки в состав Казани стала частью слободы Восстания, административно относившейся к 6-й городской части. После введения в городе деления на административные районы входила в состав Заречного (с 1931 года Пролетарского, с 1935 года Кировского, 1925—1935) и Ленинского (с 1935) районов.

### Совнаркомовская улица
Возникла до революции на территории Пороховой слободы как Песчаная улица (также была известна как Ново-Троицкая). Названа протоколом комиссии Казгорсовета по наименованию улиц б/н от 2 ноября 1927 года, утверждённому 15 декабря того же года. Находилась между кварталами № 41, 42, 43, 49, 54, 59, 64 и № 12, 39, 40, 50, 53, 60, 63 слободы Восстания; так же называлась Совнаркомской улицей.
На 1939 год на улице имелись домовладения № 1-43, 47-59/23, 61/23-81, 85-89/77 по нечётной стороне и № 4/16-34, 38-54/26, 56-74, 82-86/15. Начинаясь от т. н. Пустой площади (пересечения улиц Совнаркомовская, Полевая, 2-я Коммунальная и Пустого переулка), пересекала 1-й и 2-й Коммунальный переулки, Косой переулок, улицы Петрова, Бакалейная, Лесная, 1-я Союзная и заканчивалась пересечением с 3-й Союзной улицей.
С конца 1960-х — начала 1970-х годов начался снос домов по улице в связи с попаданием их в зону застройки кварталов № 51а и 51б; дома на небольшом участке улицы у пересечения улиц Серова и Кулахметова продолжали существовать до середины 2000-х годов; после их сноса на этом месте была построена мечеть «Ярдэм».
После вхождения в состав Казани стала частью слободы Восстания, административно относившейся к 6-й городской части. После введения в городе деления на административные районы входила в состав Заречного (с 1931 года Пролетарского, с 1935 года Кировского, 1925—1935), Кировского и Ленинского (1935—1973), Кировского и Московского (1973—198?) и Московского районов.

#### Примечательные объекты
- № 25 — в этом доме располагалось 47-е городское начальное училище (после революции — школа 1-й ступени № 57).[99][100]

### Сормовская улица
Возникла не позднее 1920-х годов. Названа протоколом комиссии Казгорсовета по наименованию улиц б/н от 2 ноября 1927 года, утверждённому 15 декабря того же года. Находилась севернее кварталов № 165, 163 слободы Восстания, пересекаясь с улицами 2-я Союзная, Декабристов и Партизанская.
Перестает упоминаться с конца 1950-х годов; предположительно, поглощена улицей Восстания.
После вхождения Ивановской стройки в состав Казани стала частью слободы Восстания, административно относившейся к 6-й городской части. После введения в городе деления на административные районы входила в состав Заречного (с 1931 года Пролетарского, с 1935 года Кировского, 1925—1935) и Ленинского (с 1935) районов.

### 2-я Союзная улица
Возникла на территории Удельной стройки как 1-я Удельная улица. Переименована протоколом комиссии Казгорсовета по наименованию улиц б/н от 2 ноября 1927 года, утверждённому 15 декабря того же года. Находилась между кварталами № 160, 161, 162, 163 и № 90, 91, 96, 159, 158, 156, 155, 154 слободы Восстания.
На 1939 год на улице имелись домовладения № 1-9/2, 19/6-29, 31-47, 51/10-53/2 по нечётной стороне и № 2/52, 26/4, 30-52/10, 58 по чётной стороне. К середине 1950-х годов протяжённость улицы составляла около 0,9 км; она пересекалась с улицами Сормовская, Бедняцкая, 7-я Союзная, Азина, Ленинградская, Костромская, Ярославская, Ульяновская, Тверская и Ленская.
Прекратила существование в середине 1970-х годов, попав в зону застройки многоэтажными застройки жилыми домами кварталов № 33, 43.
После вхождения Удельной стройки в состав Казани стала частью слободы Восстания, административно относившейся к 6-й городской части. После введения в городе деления на административные районы входила в состав Заречного (с 1931 года Пролетарского, с 1935 года Кировского, 1925—1935), Ленинского (1935—1973) и Московского (с 1973) районов.

### 3-я Союзная улица
Возникла не позднее на территории Удельной стройки как 2-я Удельная улица. Переименована протоколом комиссии Казгорсовета по наименованию улиц б/н от 2 ноября 1927 года, утверждённому 15 декабря того же года. Находилась между кварталами № 88, 89, 94, 95, 97, 78, 77, 76, 74, 73, 103—110 и № 87, 86, 79, 72, 69, 65, 64, 63, 62 слободы Восстания.
На 1939 год на улице имелись домовладения № 1-3, 7-9/40, 13, 15/86, 19, 23/105, 77/89 по нечётной стороне и № 4-38, 44-48, 52-72, 86-94, 96/1, 98-110/21, 120—126/67 по чётной стороне. К середине 1950-х годов протяжённость улицы составляла около 1,8 км, являясь наряду с улицей Восстания одной из самых протяжённых улиц слободы Восстания. Она пересекалась с улицами Ленская, Тверская, Ярославская, 1-я Союзная, Костромская, Ленинградская, Украинская, Камская, Волжская, Донская, Республиканская, 10-я Союзная, Делегатская, Комиссарская, Днепровская, Совнаркомовская, 14-я Союзная, Кулахметова, Февральская и Окольная.
С 1960-х году начала попадать в зону застройки многоэтажными застройки жилыми домами кварталов № 44, 46 и 47 и окончательно исчезла ко второй половине 1980-х годов. Частично сохранилась как внутриквартальный проезд.
После вхождения Удельной стройки в состав Казани стала частью слободы Восстания, административно относившейся к 6-й городской части. После введения в городе деления на административные районы входила в состав Заречного (с 1931 года Пролетарского, с 1935 года Кировского, 1925—1935), Ленинского (1935—1973) и Московского (с 1973) районов.

### Ташкентская улица
До своего возникновения в 1940-е годы являлась частью Делегатской, а позже Пестречинской улиц. Начинаясь от Бакалейной улицы, пересекала Тупиковый переулок, Алатырскую и Смежную улицы и заканчивалась пересечением с Батрацкой улицей.
Прекратила свое существование в 1980-е годы, попав в зону застройки кварталов № 51а и 51б.
С момента образования входила в состав Кировского и Ленинского (по ней проходила административная граница районов, до 1973), Кировского и Московского (по ней проходила административная граница районов, с 1973) районов.
Фактически граница Кировского и Московского районов проходила по улице до 1990 года, после чего она стала проходить по улицам Сабан, Кулахметова, Серова.

### Тупиковый переулок
Возник до революции на территории Пороховой слободы. Переименован протоколом комиссии Казгорсовета по наименованию улиц б/н от 2 ноября 1927 года, утверждённому 15 декабря того же года; по некоторым сведениям, в 1920-е годы параллельно использовалось название Бакалейный переулок.
На 1939 год на улице имелись домовладения № 1-15 по нечётной стороне и № 2-6, 14 по чётной стороне. К середине 1950-х годов протяжённость улицы составляла около 0,2 км; она пересекалась с улицами Бакалейная, Комиссарская и Пестречинская.
Существовал до 1990-х годов.
После вхождения в состав Казани стал частью слободы Восстания, административно относившейся к 6-й городской части. После введения в городе деления на административные районы входил в состав Заречного (с 1931 года Пролетарского, с 1935 года Кировского, 1925—1935), Ленинского (1935—1973) и Московского (с 1973) районов.

### Украинская улица
Возникла до революции на территории Новой стройки Пороховой слободы как переулок без названия.
Названа протоколом комиссии Казгорсовета по наименованию улиц б/н от 2 ноября 1927 года, утверждённому 15 декабря того же года. Находилась между кварталами № 85, 86, 78 и № 80, 79, 76 слободы Восстания.
На 1939 год на улице имелись домовладения № 3/39, 5, 7, 9 по нечётной стороне и № 2 по чётной стороне. К середине 1950-х годов протяжённость улицы составляла около 0,2 км; она начинаясь от Батрацкой улицы, она пересекалась с улицами 1-я и 3-я Союзная и заканчивалась пересечением с 5-й Союзной улицей.
Прекратила существование в середине 1970-х годов, попав в зону застройки многоэтажными жилыми домами квартала № 43а.
После вхождения в состав Казани стала частью слободы Восстания, административно относившейся к 6-й городской части. После введения в городе деления на административные районы входила в состав Заречного (с 1931 года Пролетарского, с 1935 года Кировского, до 1935) и Ленинского (с 1935) районов.

### Ульяновская улица
Возникла не позднее 1920-х годов. Названа протоколом комиссии Казгорсовета по наименованию улиц б/н от 2 ноября 1927 года, утверждённому 15 декабря того же года. Находилась между кварталами № 161, 96, 95 и № 160, 91, 94 слободы Восстания; по некоторым сведениям, в 1920-е годы параллельно использовалось название Костромская улица.
На 1939 год на улице имелись домовладения № 7-17/5 по нечётной стороне и № 4/26-14, 18/24-24 по чётной стороне. К середине 1950-х годов протяжённость улицы составляла около 0,2 км; она пересекалась с улицами Декабристов, 2-я Союзная, 4-я Союзная и 3-я Союзная.
Прекратила существование в середине 1970-х годов, попав в зону застройки многоэтажными жилыми домами квартала № 43.
После вхождения в состав Казани стала частью слободы Восстания, административно относившейся к 6-й городской части. После введения в городе деления на административные районы входила в состав Заречного (с 1931 года Пролетарского, с 1935 года Кировского, до 1935) и Ленинского (с 1935) районов.

### Ярославская улица
Возникла не позднее 1920-х годов. Названа протоколом комиссии Казгорсовета по наименованию улиц б/н от 2 ноября 1927 года, утверждённому 15 декабря того же года. Находилась между кварталами № 159, 97 и № 95, 96 слободы Восстания; по некоторым сведениям, в 1920-е годы параллельно использовалось название Ульяновская улица.
На 1939 год на улице имелись домовладения № 3 по нечётной стороне и № 2/32-12/32 по чётной стороне. К середине 1950-х годов протяжённость улицы составляла около 0,2 км; она пересекалась с улицами 2-я Союзная, 4-я Союзная и 3-я Союзная.
Прекратила существование в середине 1970-х годов, попав в зону застройки многоэтажными жилыми домами квартала № 43.
После вхождения в состав Казани стала частью слободы Восстания, административно относившейся к 6-й городской части. После введения в городе деления на административные районы входила в состав Заречного (с 1931 года Пролетарского, с 1935 года Кировского, до 1935) и Ленинского (с 1935) районов.

### переулок Восстания
Возник не позднее 1920-х годов на территории Удельной стройки, являясь частью 8-й Удельной (позднее 9-й Союзной) улицы. После начала застройки жилого квартала фабрики киноплёнки (квартал № 27) и последовавшего за ним спрямления 9-й Союзной улицы, её старый «хвост», отклонявшейся от новой дороги на северо-запад фактически стал отдельной улицей.
Прекратила существование в конце 1960-х — начале 1970-х годов, попав в зону застройки многоэтажными жилыми домами квартала № 28.
Входил в состав Ленинского района.

### Прочие
- Арзамасская улица (посёлок финских домов)
- Воткинская (Новая) улица (посёлок финских домов)
- Кавказская улица (посёлок финских домов)
- улица Пятилетки (посёлок финских домов)

## Крыловка

### улица Артёма
Возникла в 1940-е годы на западной окраине Крыловки под названием 4-я Вольная улица. Переименование улицы произошло между 1949 и 1954 годами.
Начинаясь от улицы Лушникова (временный жилпосёлок), пересекала продолжение Вольного переулка и заканчивалась пересечением с улицей Дежнёва.
Прекратила существование в конце 1960-х — начале 1970-х годов, попав в зону застройки многоэтажными жилыми домами квартала № 54.
Входила в состав Кировского района.

### Вольный переулок
Возник в 1940-е годы на западной окраине Крыловки и был назван так по улицам, с которыми пересекался.
Начинаясь от 2-й Вольной улицы, пересекал улицу Дежнёва (бывшую 3-ю Вольную) и заканчивался пересечением с улицей Артёма.
Прекратил существование в конце 1960-х — начале 1970-х годов, попав в зону застройки многоэтажными жилыми домами квартала № 54.
Входил в состав Кировского района.

### улица Красный Маяк
Возникла во второй половине 1930-х годов на северной окраине Крыловки.
Начинаясь от улицы Большая Крыловка, пересекала улицы Перспективная, Низовая, Забайкальская, Хасановская и заканчивалась пересечением с Ташкентской улицей.
Частная застройка улицы начала сноситься ещё в конце 1970-х под застройку жилыми домами квартала № 51б и строительство подъездной дороги к нему; также около 25 домов было снесено в конце 1990-х — начале 2000-х годов по программе ликвидации ветхого жилья; вместе с этим при преобразовании улицы Серова в бульвар улица Красный Маяк, являвшаяся северной односторонкой будущего бульвара, была фактически поглощена последней; в 2010 году через небольшой участок бывшей улицы начали ходить трамваи.
Несмотря на то что, что улица фактически перестала существовать, оставались дома, имевшие адресацию по ней; последние два дома, № 39 и 41, были снесены осенью 2020 года.
Входила в состав Кировского (до 1994) и Московского (1994—2020) районов.

### Перспективная улица
Возникла во второй половине 1930-х годов на северной окраине Крыловки.
Начинаясь от Смежной улицы, пересекала улицы Красный Маяк, Серова и Осипенко.
Прекратила существование в 2000-х годах, когда оставшиеся на улице дома были снесены по программе ликвидации ветхого жилья.
Входила в состав Кировского (до 1994) и Московского (с 1994) районов.

### Омская улица
Возникла во второй половине 1930-х годов на стыке Крыловки и Пороховой слободы.
Начинаясь от улицы Батыршина, пересекала улицу Петрова и заканчивалась пересечением с улицами Бакалейная, Пестречинская и Ташкентская.
Прекратила существование в середине 1970-х годов, попав в зону застройки многоэтажными жилыми домами квартала № 51б.
Входила в состав Кировского района.

### улица Осипенко
Возникла во второй половине 1930-х годов.
Начинаясь от Рязанской улицы, пересекала улицы Хасановская, Забайкальская, Низовая, Перспективная и заканчивалась пересечением с улицей Малая Крыловка.
Дома в начале улицы были снесены, попав в зону застройки многоэтажными жилыми домами квартала № 51б, а в 1990 году вся оставшаяся её часть была отдана под застройку квартала № 52, однако застройка этого квартала так и не началась. Во второй половине все частные дома по улице были снесены, и улица таким образом, перестала существовать, однако одно здание, имеющее адресацию по ней, продолжает существовать — это паркинг ЖК «по ул. Серова», стоящий вдоль внутриквартального проезда, повторяющиего траекторию бывшей улицы.
Входила в состав Кировского района.

### Смежная улица
Возникла во второй половине 1930-х годов.
Начинаясь от пересечения с Алатырской и Ташкентской улицами, пересекала улицы Хасановская, Забайкальская, Низовая, Перспективная. Дома в начале улицы были снесены, попав в зону застройки многоэтажными жилыми домами квартала № 46; её остальная часть была снесена в конце 1990-х — начале 2000-х годов по программе ликвидации ветхого жилья.
Входила в состав Кировского (до 1994) и Московского (с 1994) районов.

### Прочие
- Низовой переулок
- Просторная
- Рязанская
- Рязанский переулок
- Хасановская

## Жировка
- Весёлая
- Тепличная (Середняцкая)
- Липовая
- Майская
- Новобытная

## Ново-Савиново

### Меридианная улица
Возникла не позднее 1920-х гг. как односторонка кварталов №№ 6, 7 Савиновской стройки. Название присвоено не позднее второй половины 1930-х гг.
На 1939 год на улице имелись домовладения № 1/23–61 по нечётной стороне и № 2–50/11 по чётной стороне (с пропусками). К середине 1950-х годов протяжённость улицы составляла около 1,05 км; она пересекалась с улицами Савиновская, Азовская, Черноморская, Алтайская, Амурская, Багрицкого, Снежная, МОПРа, Ветлужская, Северная, Южная.
Улица перестала существовать в конце 1990-х — начале 2000-х годов, когда все дома по ней были снесены в рамках программы ликвидации ветхого жилья, а её название было присвоено бывшей улице 9 Января. Часть трассы бывшей улицы сохранилась в виде хода чуть восточнее ТЦ «Парк Хаус».
Входила в состав Заречного (с 1931 года Пролетарского, с 1935 года Кировского, до 1935), Ленинского (1935—1994) и Ново-Савиновского (с 1994) районов.

### Прочие
- Азовская
- Алтайская
- Амурская
- Багрицкого
- Бакинская
- Ветлужская
- Динамовская
- Каховская
- МОПРа
- Нивелирная
- Парковая
- Поперечно-Меридианная
- Поперечно-Мирная
- Поперечно-Северная
- Поперечно-Северная 2-я
- Поперечно-Снежная
- Поперечно-Южная
- Прямая
- Руставели
- Савиновская
- Северная
- Снежная
- Снежный переулок
- Совхозная
- Теодолитная
- Уральская
- Штативная
- Южная
- Южная 1-я
- Южная 2-я

## Клыковка
- Арская
- Временная
- Грамотная
- Интернациональная
- Клыковская
- Краснофлотская
- Кукморская
- Никитинская
- Работницы
- Раздольная
- Строительная
- Хозяйственная

## Савиново
- 1-я Кадышевская
- 4-я Кадышевская
- 6-я Кадышевская

## Брикетный
- 13-я Кадышевская

## Брикетный (несуществующий)
- 8 Марта
- Калинина
- Луговая
- Заводская
- Зелёная
- Молодёжная
- Мусы Джалиля
- Полевая

## Казарма 787 км
Возникла как поселение железнодорожников и их семей во время строительства Казанбургской железной дороги. Самая ранняя известная постройка датируется 1914 годом. Находилась у одноимённого остановочного пункта (ныне «Лебяжье»). В составе Казани с 1930-х гг. Состоял из 4 домов, все из которых находились на балансе Казанского отделения ГЖД (до 1961 г. — Казанской ж.д., до 1936 г. МКзЖД). Дома снесены во второй половине 1990-х — начале 2000-х гг.

## Казарма 804 км
Возникла как поселение железнодорожников и их семей во время строительства Казанбургской железной дороги. Самая ранняя известная постройка датируется 1915 годом. Находилась у одноимённого остановочного пункта (ныне ж.к. Дербышки). Также имела название казарма 27 км (предположительно, по расстоянию от станции Юдино через Казань). В составе Казани, предположительно, вошла вместе с посёлком Дербышки в 1940 года. К концу 1990-х состояла из четырёх домов, находившихся на балансе Казанской дистанции пути Казанского отделения ГЖД (до 1961 г. — Казанской ж.д., до 1936 г. МКзЖД). Большая часть домов снесена во второй половине 1990-х — начале 2000-х гг., последний дом (№ 3) был снесён в 2014 году.